# Indiana durant la guerre de Sécession
L'Indiana, un État du Midwest, joue un rôle important en soutenant l'Union pendant la guerre de Sécession. Malgré l'activité anti-guerre dans l'État, et les liens ancestraux du Indiana méridional (en) avec le Sud, l'Indiana est un soutien solide de l'Union. L'Indiana contribue avec approximativement 210 000 soldats, marins et marines. Les soldats de l'Indiana servent lors de 308 engagements militaires pendant la guerre ; la majorité d'entre eux sur le théâtre occidental, entre le fleuve Mississippi et les Appalaches. Les morts consécutives à la guerre dans l'Indiana atteignent le chiffre de 25 028 (7 243 au cours des batailles, et 17 785 par la maladie). Le gouvernement de l'État fournit des fonds pour acheter de l'équipement, de la nourriture, et du ravitaillement pour les troupes sur le terrain. L'Indiana, un État agraire riche étant au cinquième rang des États les plus peuplés de l'Union, est critique pour le succès du Nord en raison de sa situation géographique, sa population nombreuse, et sa production agricole. Les habitants de l'Indiana, aussi connus comme les Hoosiers, fournissent l'Union avec de la main-d’œuvre pour l'effort de guerre, un réseau ferroviaire et l'accès à la rivière Ohio et aux Grands Lacs, et des produits agricoles tels que les céréales et le bétail. L'État subit deux raids mineurs des forces confédérées, et un raid majeur en 1863, qui cause un brève panique dans les parties méridionales de l'État et de sa capitale Indianapolis.
L'Indiana vit une querelle politique importante, surtout après la répression de l'assemblée générale de l'Indiana, contrôlée par les démocrates qui a un élément anti-guerre (Copperhead), sous l'action du gouverneur Oliver P. Morton. Les débats majeurs, qui aboutissent à la violence, sont liés aux problèmes de l'esclavage et de l'émancipation, du service des Afro-Américains, et de la conscription. En 1863, après l'échec du vote du budget par l'assemblée générale de l'État qui laisse l'État sans pouvoir de collecte des impôts, le gouverneur Morton met en œuvre son autorité constitutionnelle de l'État pour obtenir des fonds au travers de prêts fédéraux et privés auprès du gouvernement de l'État et éviter une crise financière.
La guerre de Sécession transforme la société de l'Indiana, la politique et l'économie, débutant un transfert de population vers le centre et le nord de l'Indiana, et contribue à un déclin relatif de la partie sud de l'État. La croissance de l'industrie et de la manufacture du temps de guerre dans les villes Hoosiers ouvre une nouvelle ère de prospérité économique. À la fin de la guerre, l'Indiana est devenu un État moins rural qu'auparavant. Les votes de l'Indiana se scindent en deux parties quasiment égales pendent plusieurs décennies après la guerre, faisant de l'État un des rares swing states clés qui décident souvent des élections nationales. Entre 1868 et 1919, cinq politiciens de l'Indiana sont des candidats à la vice-présidence dans les tickets de parti majeur. En 1888, Benjamin Harrison, un ancien général de la guerre de Sécession de l'État, est élu président des États-Unis.

## Contribution de l'Indiana
| Guerre   | Guerre de Sécession                 |
| Début    | 12 avril 1861                       |
| Fin      | 9 avril 1865                        |
| Soldats  | 208 367 Hoosiers,                   |
| Marins   | 2 130 Hoosiers[citation nécessaire] |
| Tués     | 24 416 Hoosiers,                    |
| Blessés  | 48 568 Hoosiers                     |
| Résultat | Victoire de l'Union                 |

L'Indiana est le premier des États de l'ouest à mobiliser pendant la guerre de Sécession. Lorsque les nouvelles de l'attaque contre le fort Sumter, en Caroline du Sud, le 12 avril 1861, atteignent l'Indiana, beaucoup d'habitants de l'Indiana sont surpris, mais leur réponse est immédiate. Le lendemain, deux réunions publiques se tiennent à Indianapolis, la capitale de l'État de l'Indiana, et la position de l'État et décidée : l'Indiana restera dans l'Union et contribuera immédiatement en hommes pour réprimer la rébellion. Le 15 avril, le gouverneur de l'Indiana, Oliver P. Morton, édite un appel pour des soldats volontaires afin de remplir le quota de l'État demandé par le président Abraham Lincoln.
La situation géographique de l'Indiana dans le Midwest, sa population nombreuse, et sa production agricole rendent le soutien en temps de guerre de l'État critique pour le succès de l'Union. L'Indiana, avec la cinquième population des États qui restent dans l'Union, peut fournir la main-d’œuvre indispensable à l'effort de guerre, son réseau ferroviaire et l'accès à la rivière Ohio et aux Grands Lacs permettent le transport de troupes et de ravitaillement, et ses récoltes, qui deviennent encore plus précieuses à l'Union après la perte des riches terres agricoles du Sud, peuvent fournir des céréales et du bétail,.

### Service militaire
Le 15 avril 1861, le président Lincoln appelle un total de 75 000 volontaires à rejoindre l'armée de l'Union. Le même jour, le gouverneur Morton télégraphie au président pour lui offrir 10 000 volontaires de l'Indiana. Le quota initial de l'État est de six régiments (pour un total de 4 683 hommes) pour une durée de trois mois de service. Les ordres sont donnés le 16 avril pour former le premier régiment de l'État et le rassembler à Indianapolis,. Le premier jour, cinq cents hommes campent dans la ville ; en moins d'une semaine, plus de 12 000 Hoosiers volontaires s'enrôlent pour combattre pour l'Union, près de trois fois de ce qui est demandé à l'État pour remplir son quota initial.
Le gouverneur Morton et Lew Wallace, l'adjudant général de l'Indiana, créent le camp Morton sur le champ de foire de l'État dans Indianapolis comme lieu initial de rassemblement et de camp d’entraînement pour les volontaires de l'Union de l'État,,. Au 27 avril, les six premiers régiments de l'Indiana sont complètement organisés en tant que première brigade des volontaires de l'Indiana, sous le commandement du brigadier général Thomas A. Morris. Les membres des compagnies non sélectionnées pour former ces premiers régiments ont le choix de s'enrôler pour trois années de service en tant que volontaires ou de retourner chez eux jusqu'à ce qu'on les rappelle ; quelques compagnies sont formées en régiments dans la milice de l'État et entrent dans le service fédéral en quelques semaines,,.
L'Indiana se place deuxième parmi des États en termes de pourcentage des hommes en âge de servir qui servent effectivement dans l'armée de Union. L'Indiana contribue avec 208 367 hommes, près de 15 pour cent du total de la population de l'État, à servir dans l'armée de l'Union,, et 2 130 à servir dans la marine de l'Union,. La plupart des soldats de l'Indiana sont des volontaires ; 11 718 sont des ré-engagements. Les déserteurs s'élèvent à 10 846.
Les volontaires de l'Indiana répondent aux demandes de service militaires dans les premiers mois de la guerre ; néanmoins, alors que la guerre progresse et que le nombre de victimes s'accroît, le gouvernement de l'État doit avoir recours à la conscription pour remplir ses quotas,. La conscription militaire, qui commence en octobre 1862, est un problème clivant dans l'État. Elle est spécialement impopulaire parmi les démocrates, qui la perçoivent comme une menace individuelle et opposée à la loi qui permet à un homme d'acheter une exemption pour 300 $ (7 683 $ actuels) pour payer une autre personne pour servir comme son substitut. Un total de 3 003 Hoosiers sont appelés à servir en octobre 1862 ; les conscriptions suivantes dans l'Indiana amènent à un total de 17 903.
Les volontaires et les conscrits de l'Indiana fournissent à l'armée de l'Union avec 129 régiments, 13 régiments de cavalerie, 3 compagnies de cavalerie, 1 régiment d'artillerie lourde, 26 batteries d'artillerie légère,,. De plus, pour fournir des troupes à l'Union, l'Indiana organise aussi sa propre milice volontaire, connue comme légion de l'Indiana. Formée en mai 1861, la légion est responsable de la protection des citoyens de l'Indiana contre les attaques et du maintien de l'ordre dans l'État.
À la fin de la guerre, l'Indiana peut prétendre à 46 officiers généraux dans l'armée de l'Union qui ont résidé à un moment dans l'État. Ces hommes comprennent Don Carlos Buell, Ambrose Burnside, Lew Wallace, Robert H. Milroy et Joseph J. Reynolds parmi d'autres,.
Plus de 35 pour cent des Hoosiers qui rejoignent l'armée de l'Union sont au nombre des victimes ; 24 416, près de 12,6 % des soldats de l'Indiana qui ont servi, sont morts dans le conflit,,. il est estimé que 48 568 soldats sont blessés, le double du nombre de Hoosiers tués pendant la guerre. Le bilan des morts de l'Indiana en relation avec la guerre atteint 25 028 (7 243 au cours d'une bataille, et 17 785 de maladie),.

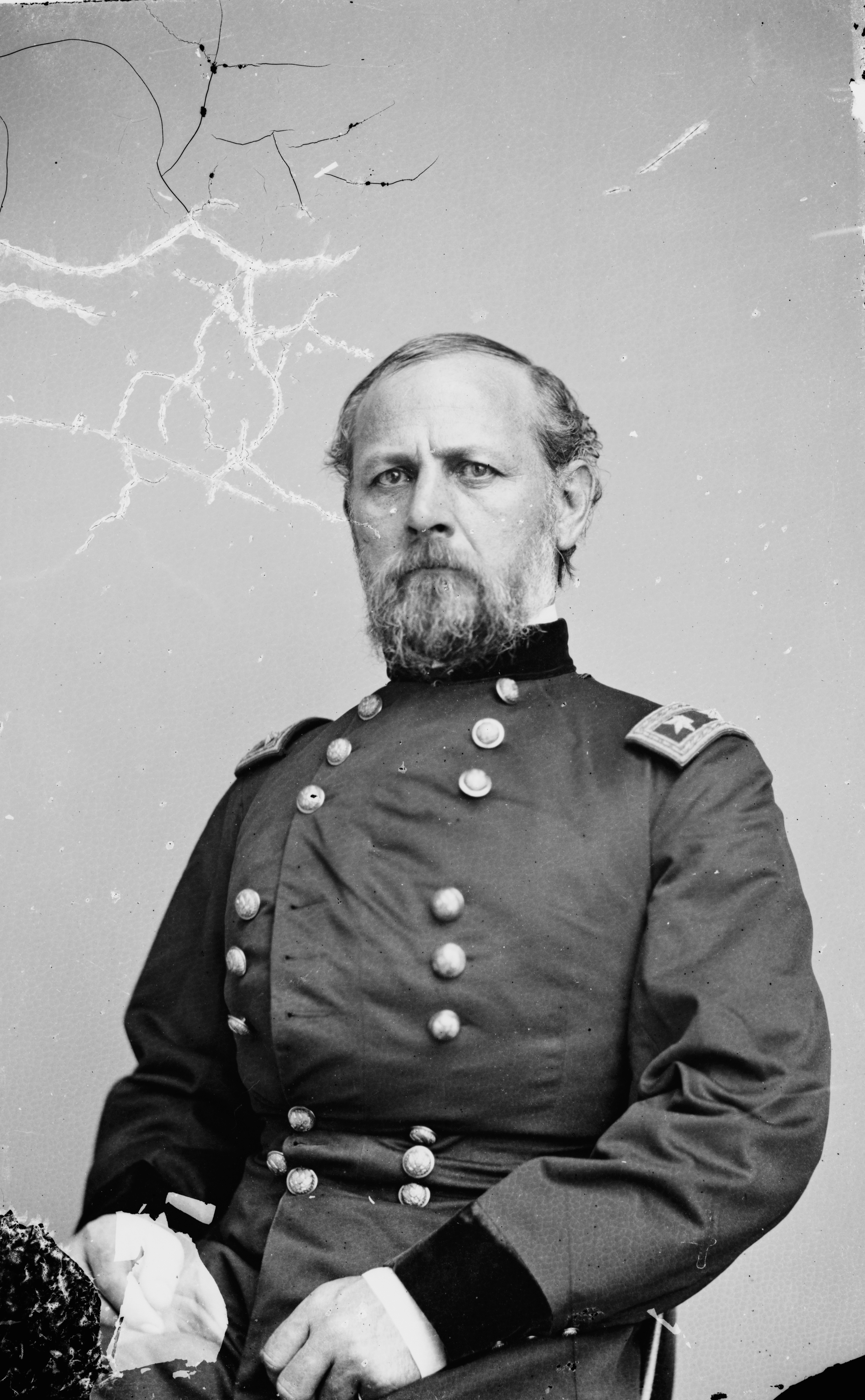
Don Carlos Buell
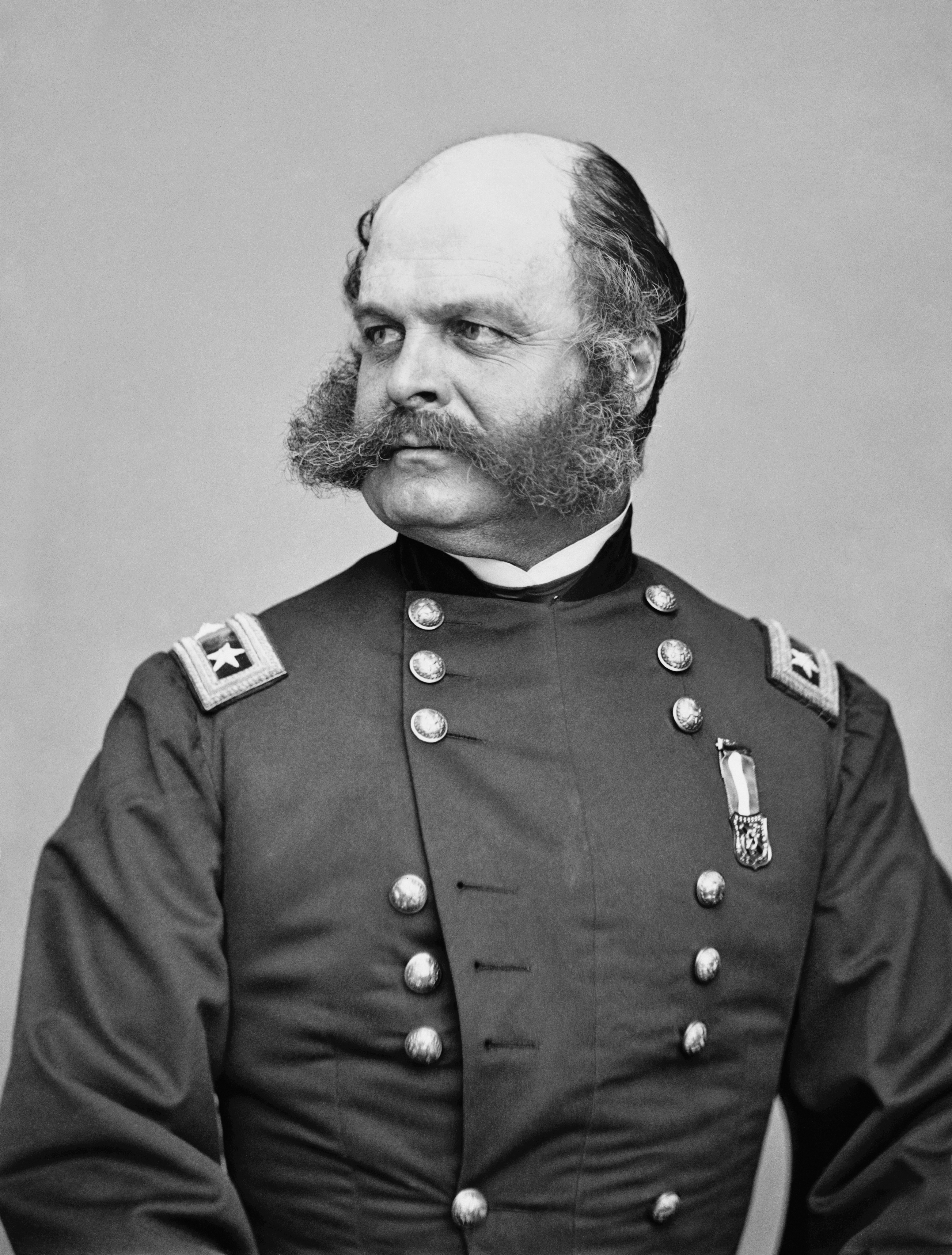
Ambrose Burnside
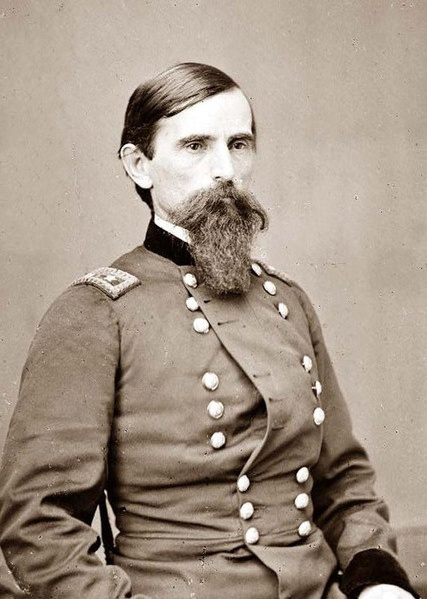
Lewis Wallace
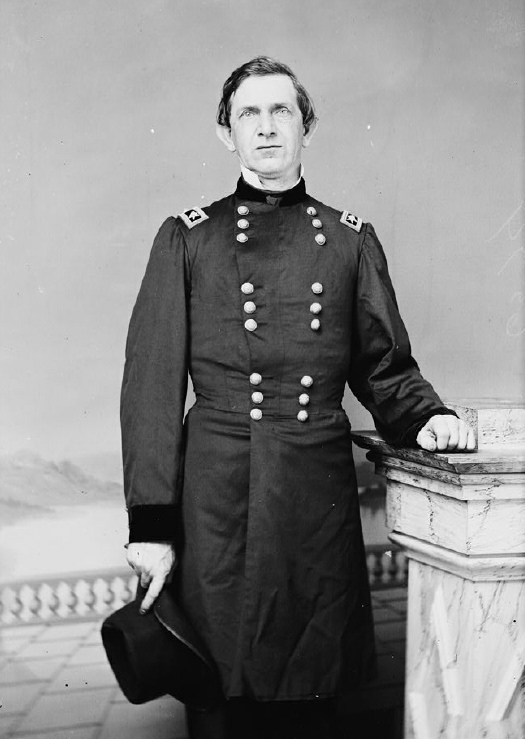
Edward Canby
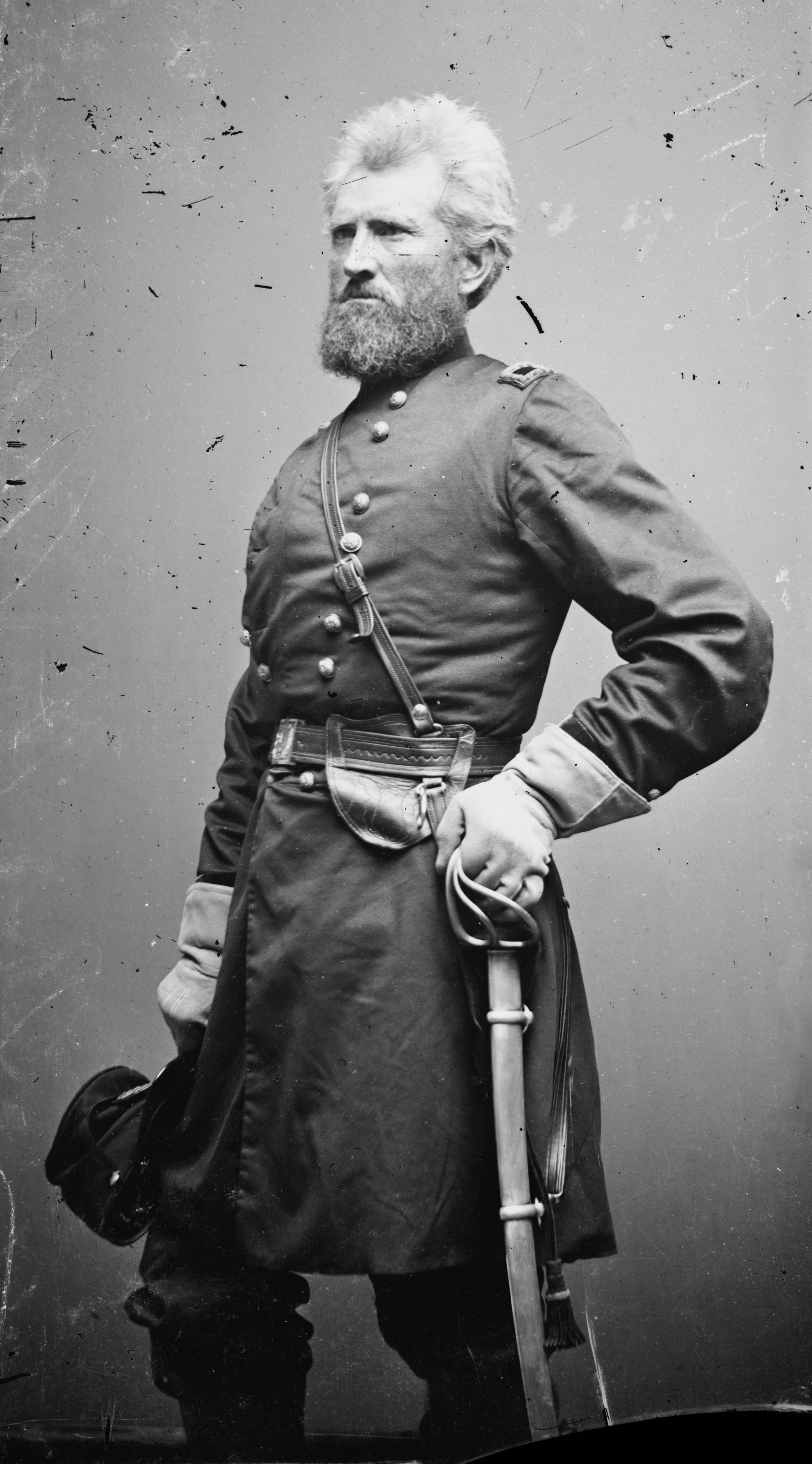
Robert H. Milroy
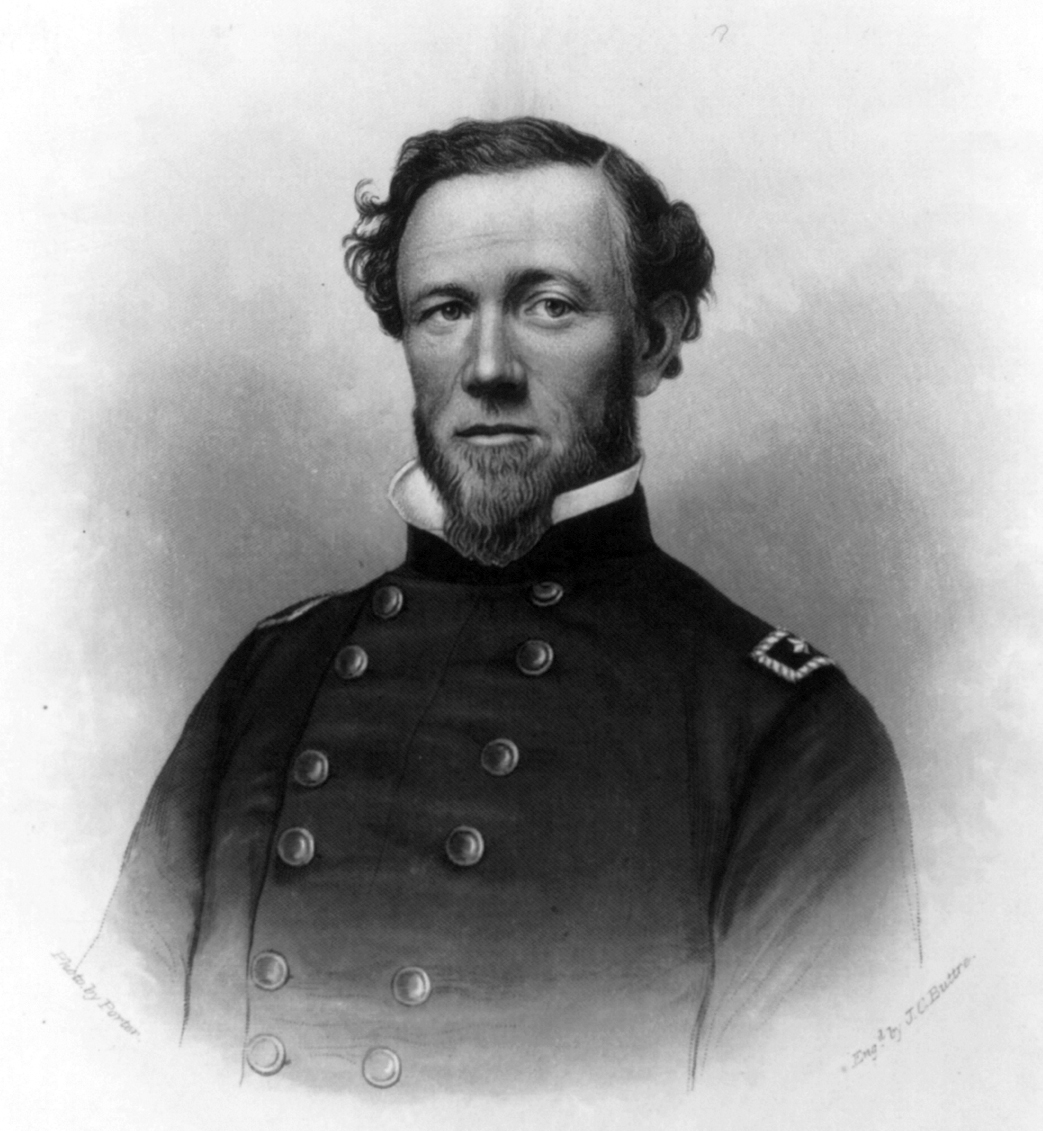
Joseph J. Reynolds
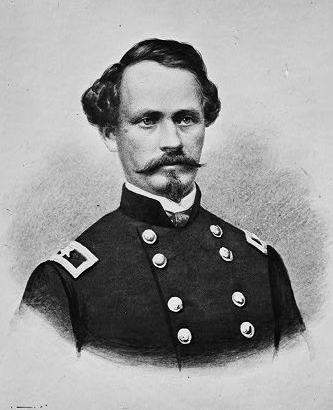
Alvin P. Hovey
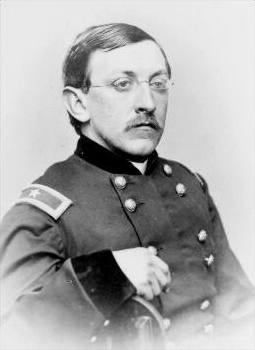
Bvt. George H. Chapman
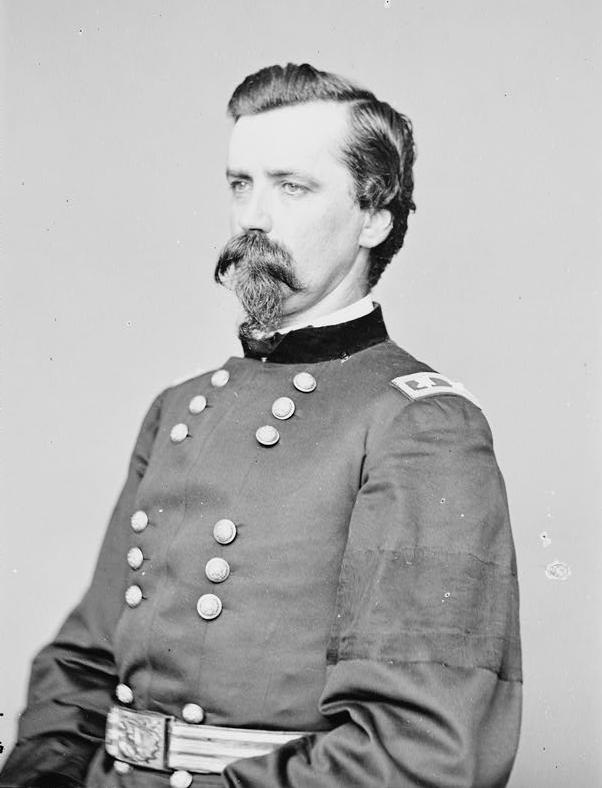
Bvt. Robert S. Foster
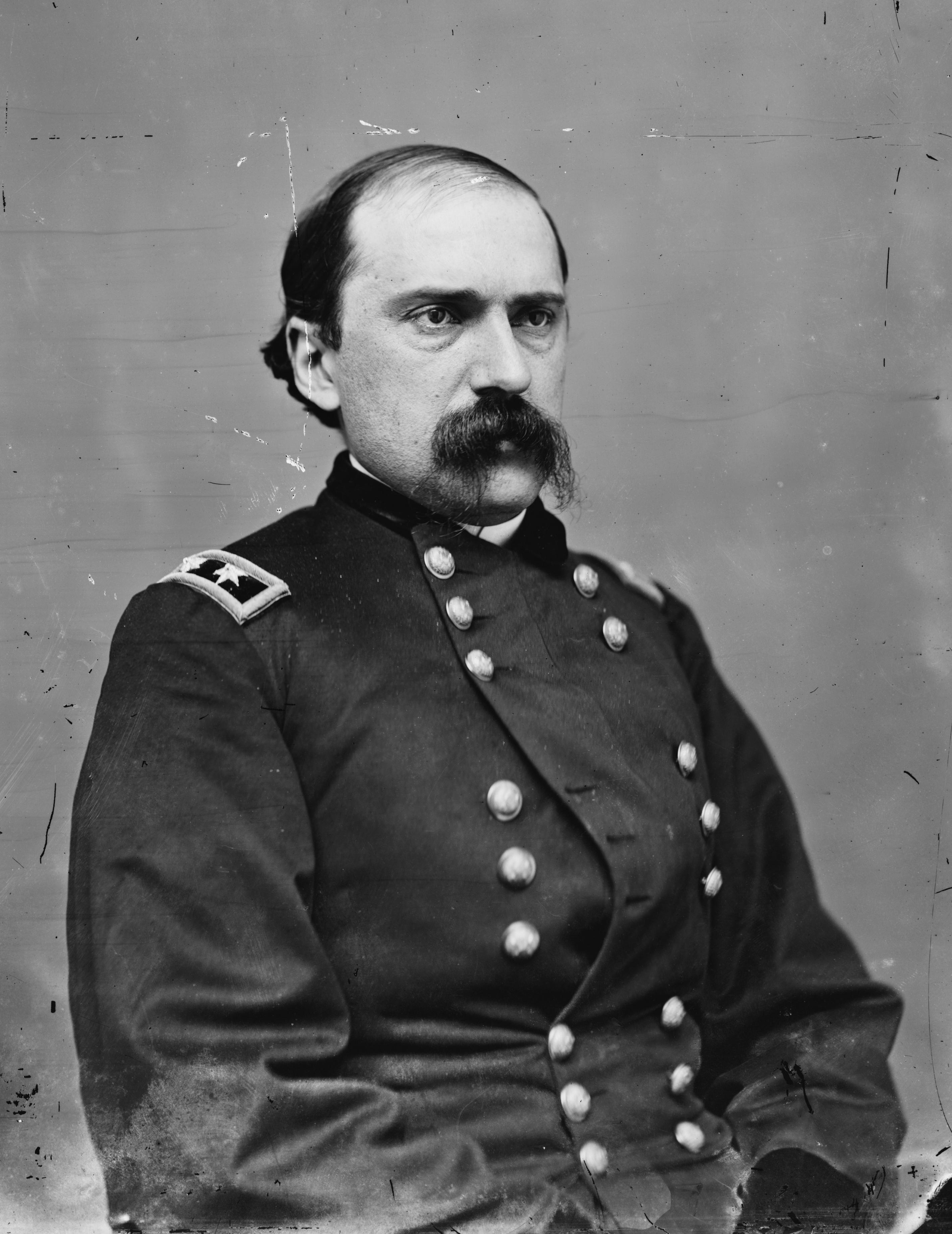
Bvt. Edward M. McCook
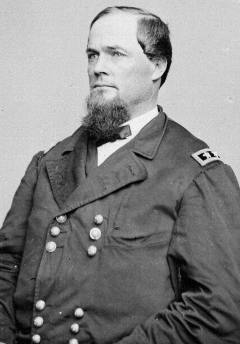
Bvt. James W. McMillan
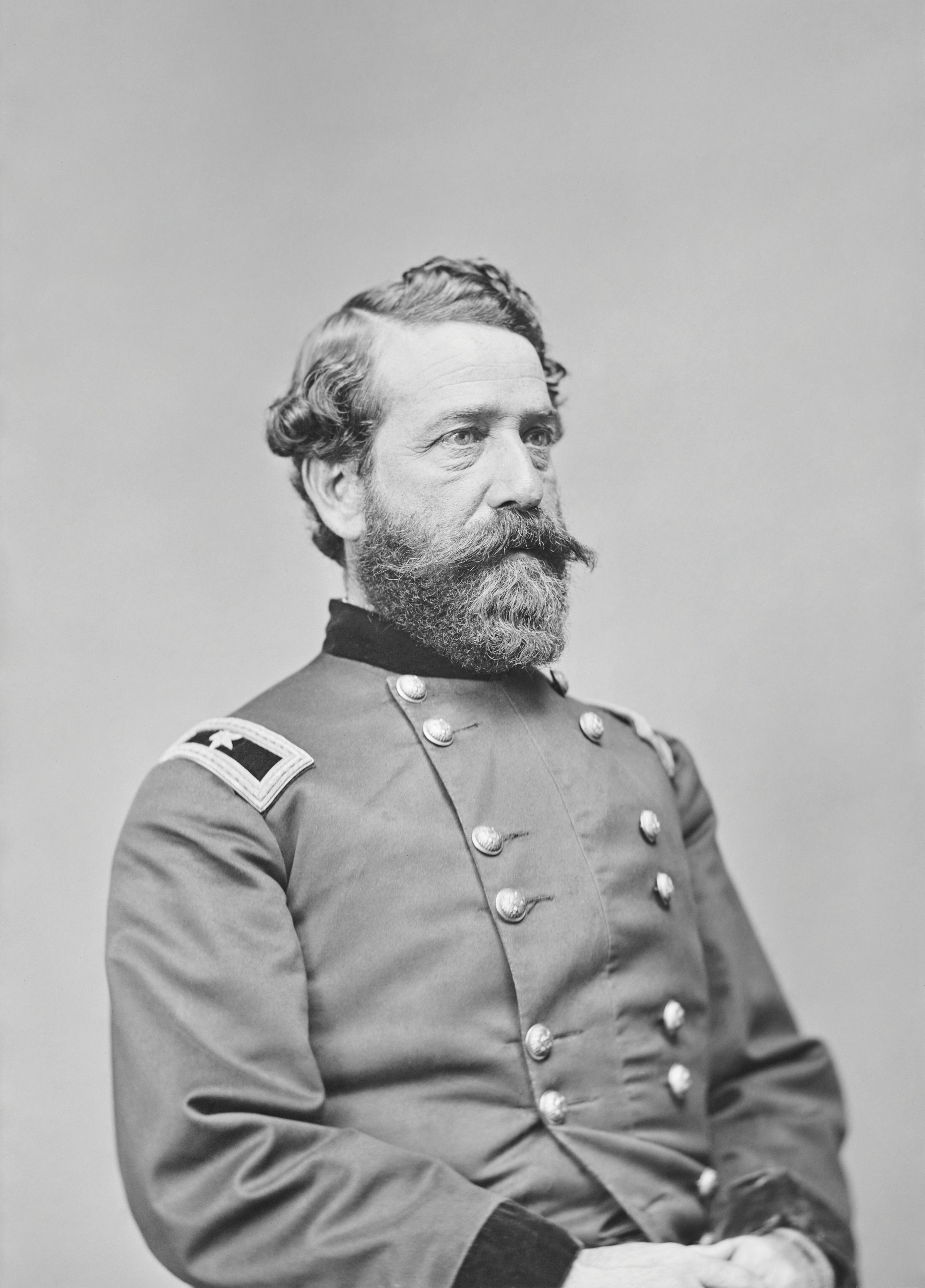
Bvt. John M. Brannan
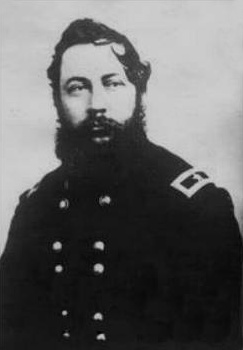
Bvt. Robert A. Cameron
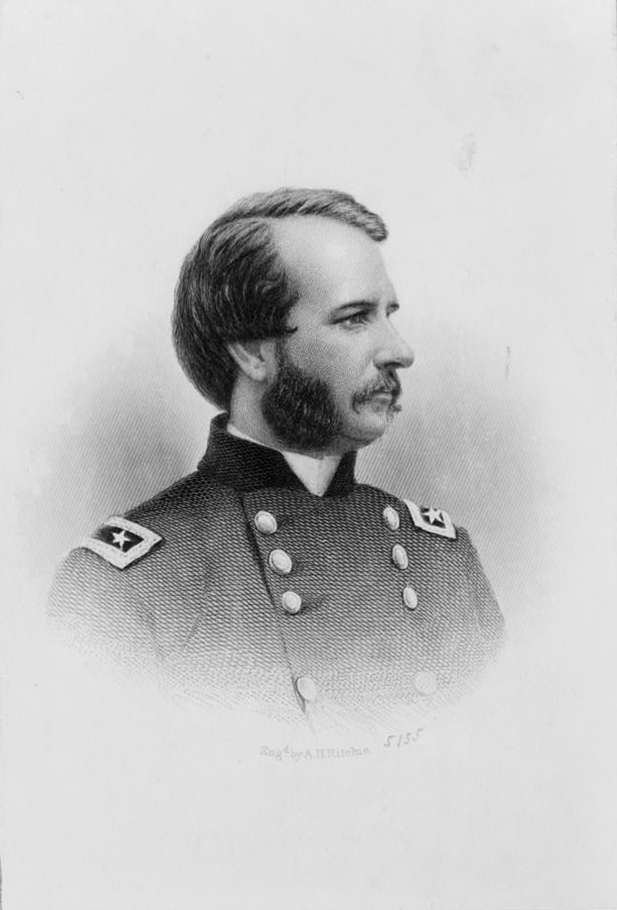
Bvt. John F. Miller
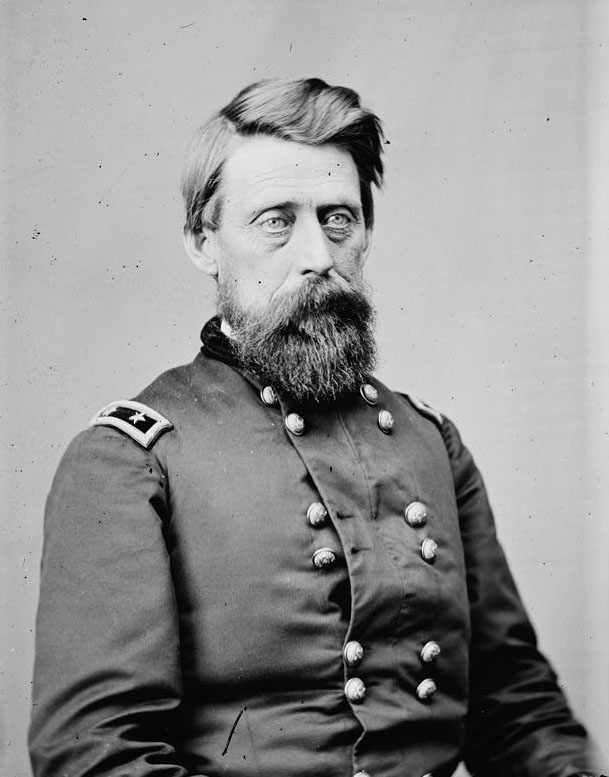
Bvt. Jefferson C. Davis
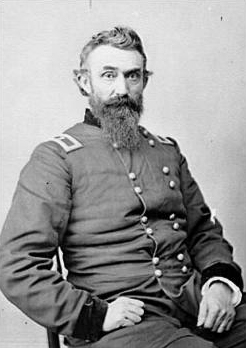
Bvt. Nathan Kimball
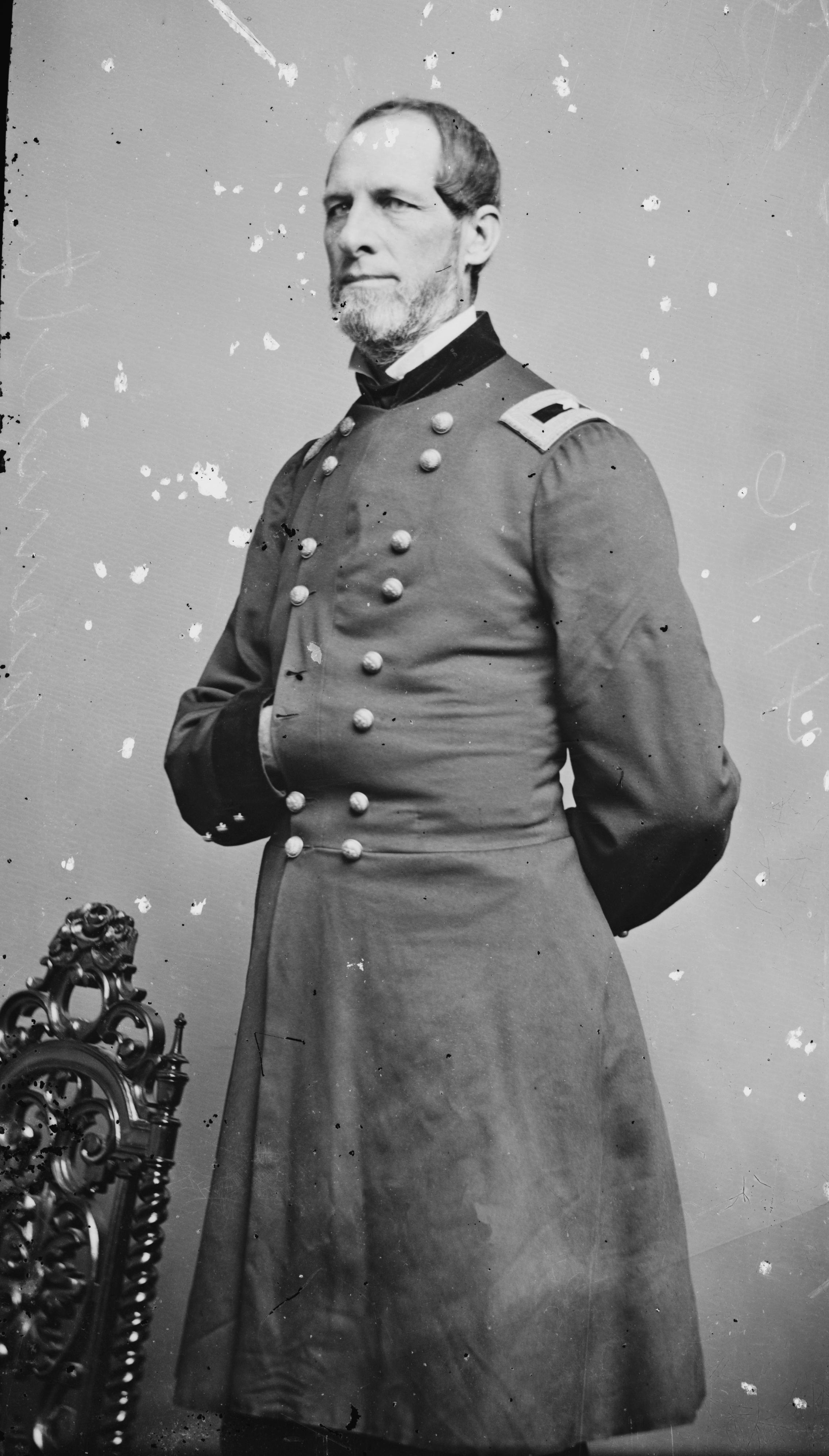
Bvt. Solomon Meredith
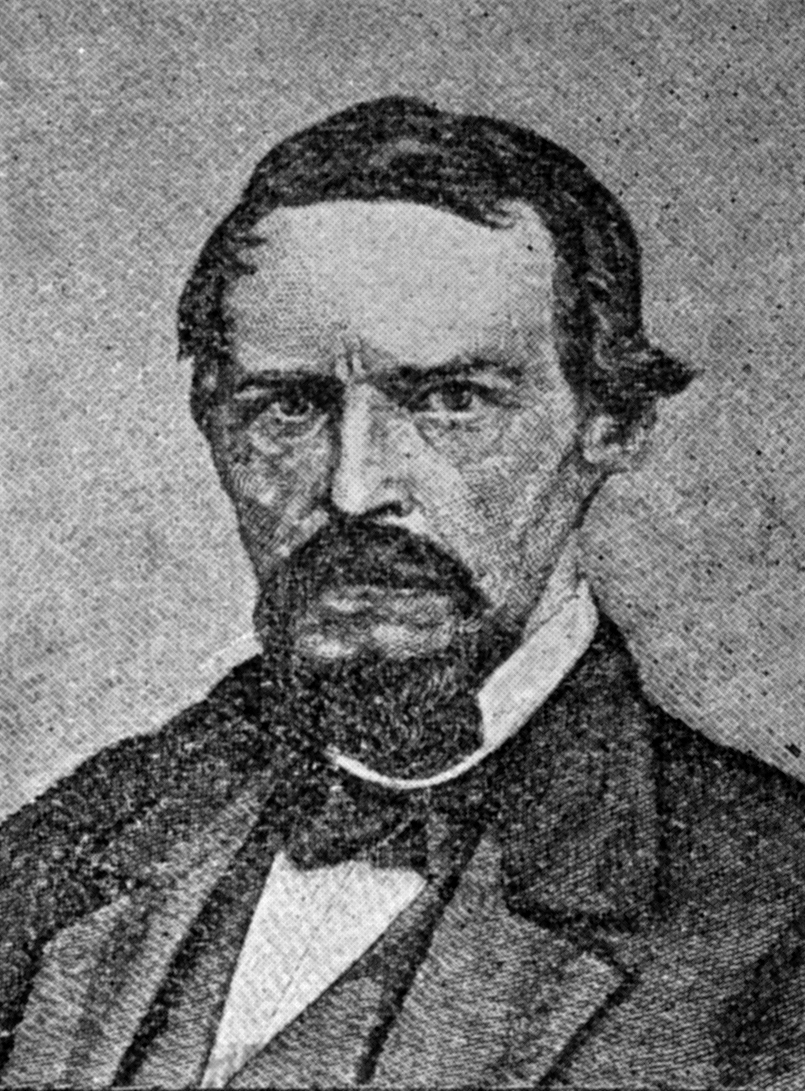
Ebenezer Dumont
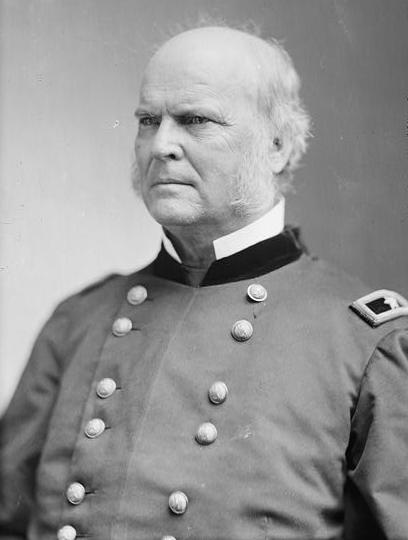
William M. Dunn
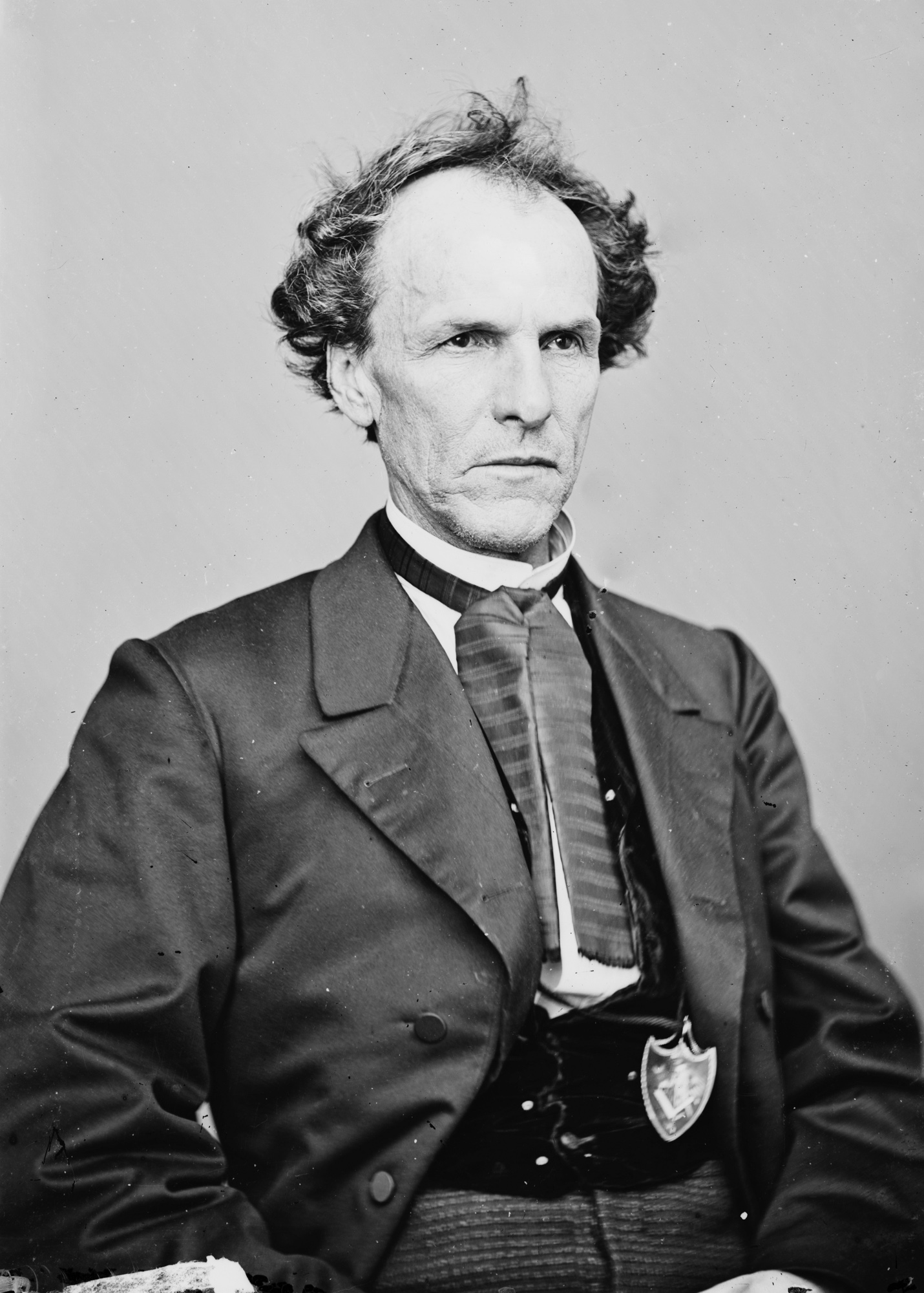
James H. Lane
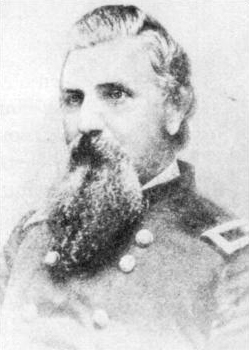
Mahlon D. Manson
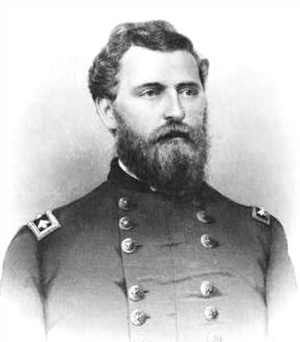
Charles Cruft
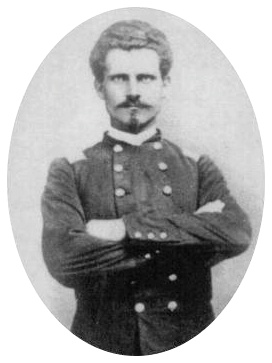
Robert F. Catterson
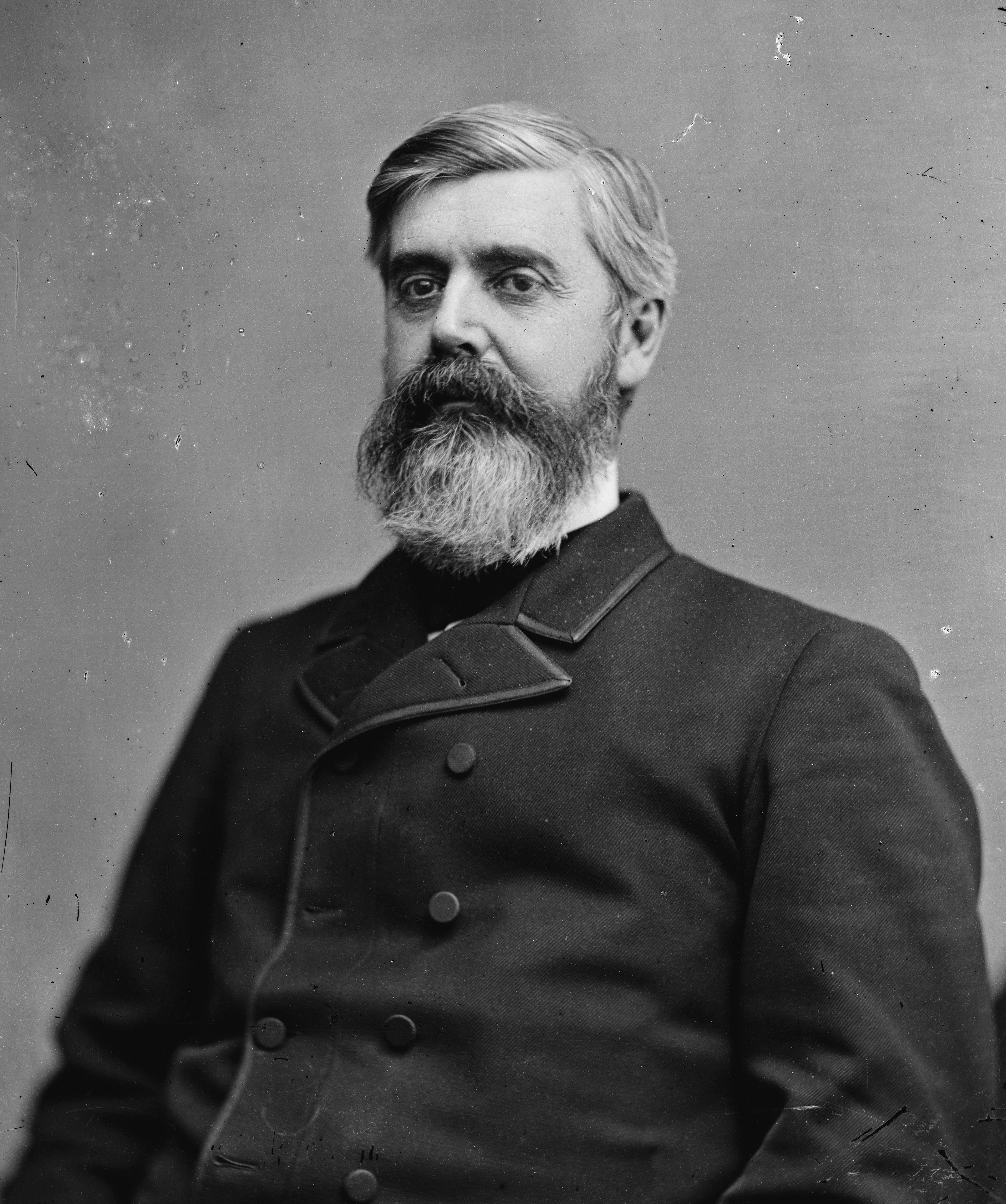
Walter Q. Gresham
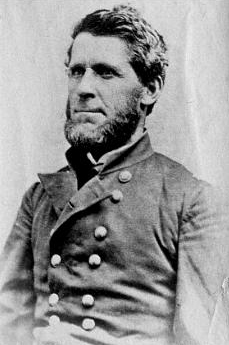
William Grose
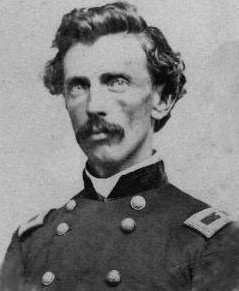
Milo S. Hascall
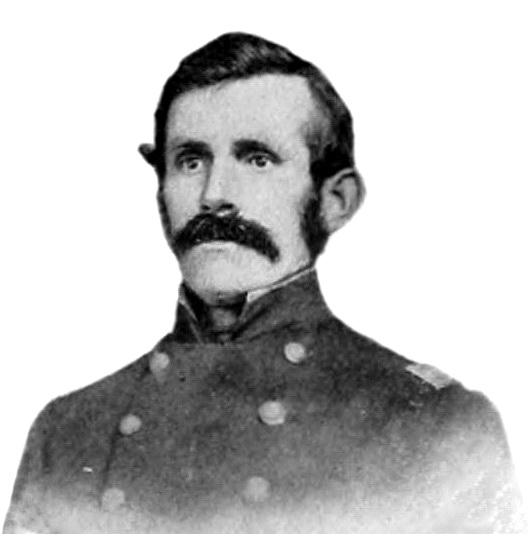
Pleasant A. Hackleman
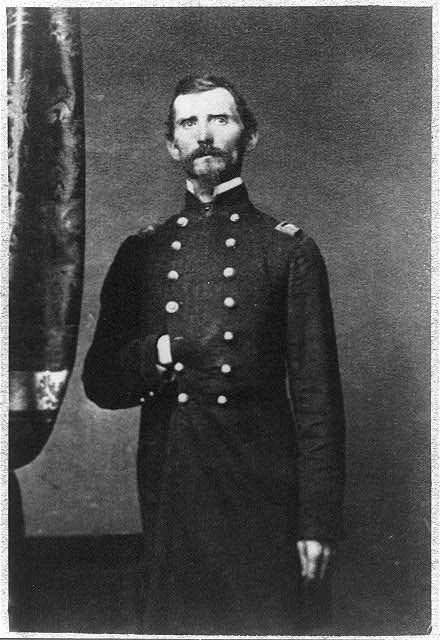
George F. McGinnis
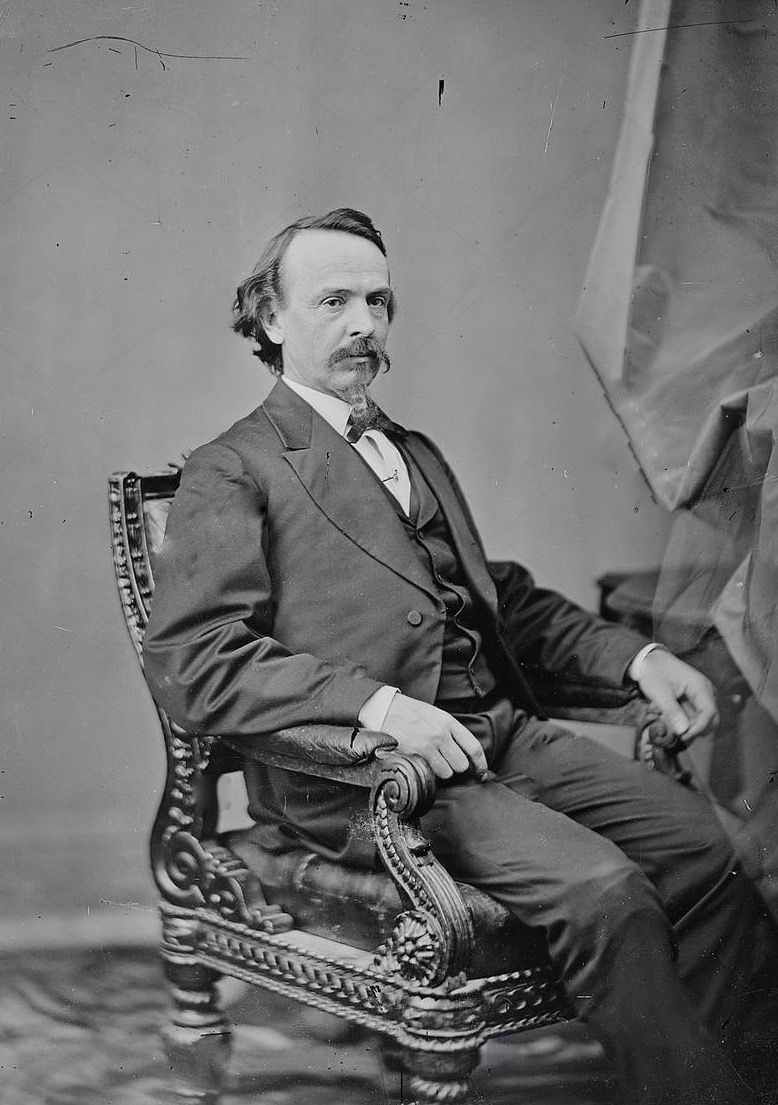
Bvt. John Coburn
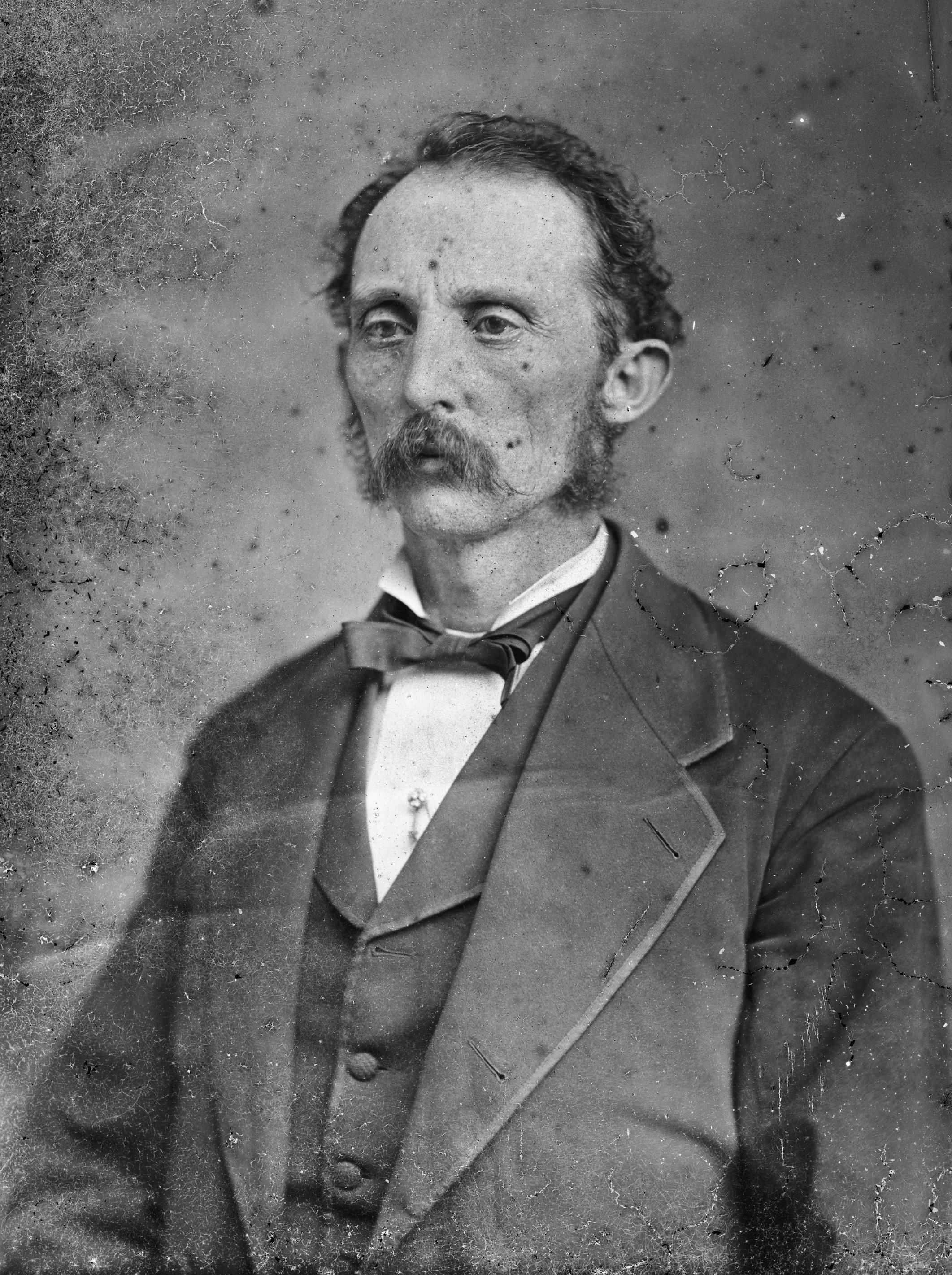
Bvt. Thomas W. Bennett
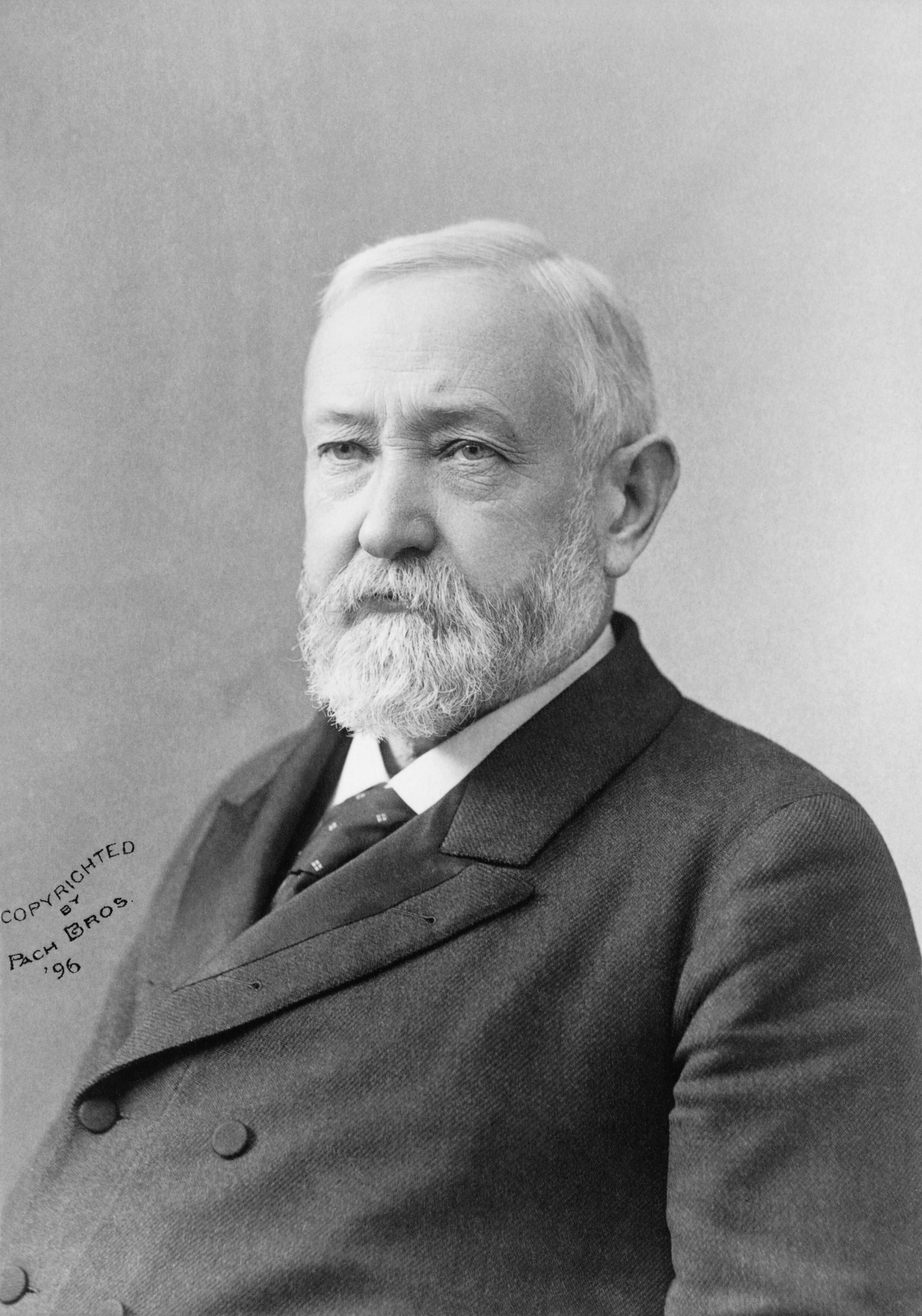
Bvt. Benjamin Harrison
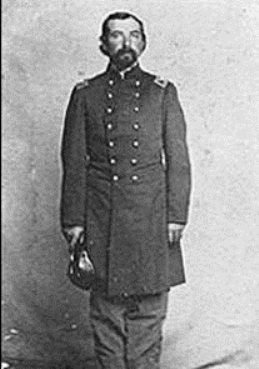
Bvt. Frederick Knefler
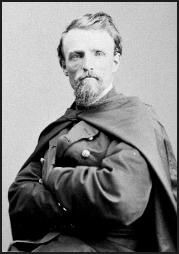
Bvt. George P. Buell
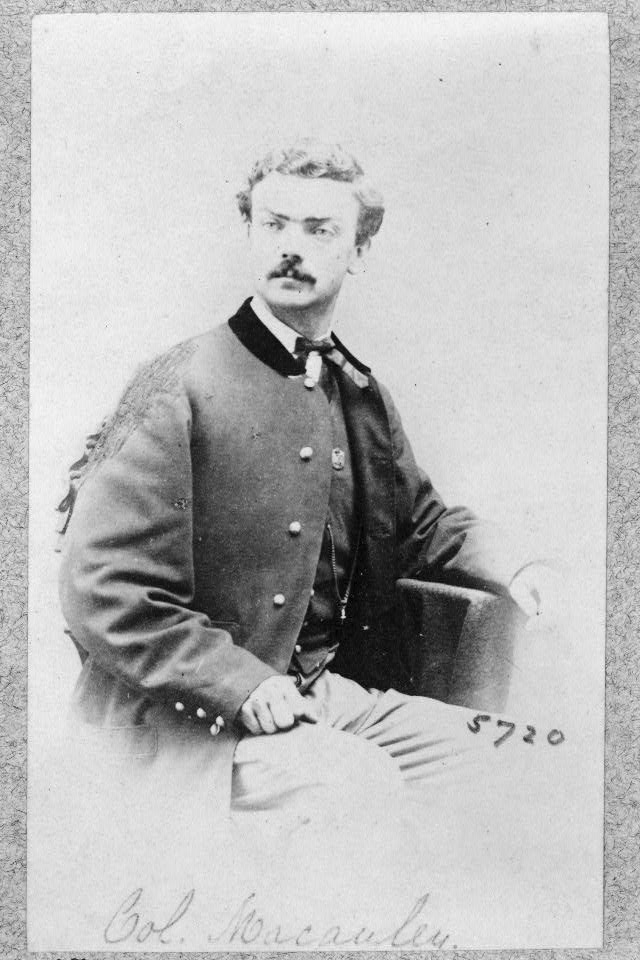
Daniel McCauley
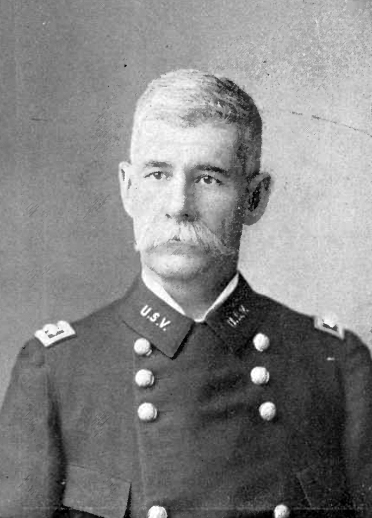
Bvt. Henry W. Lawton
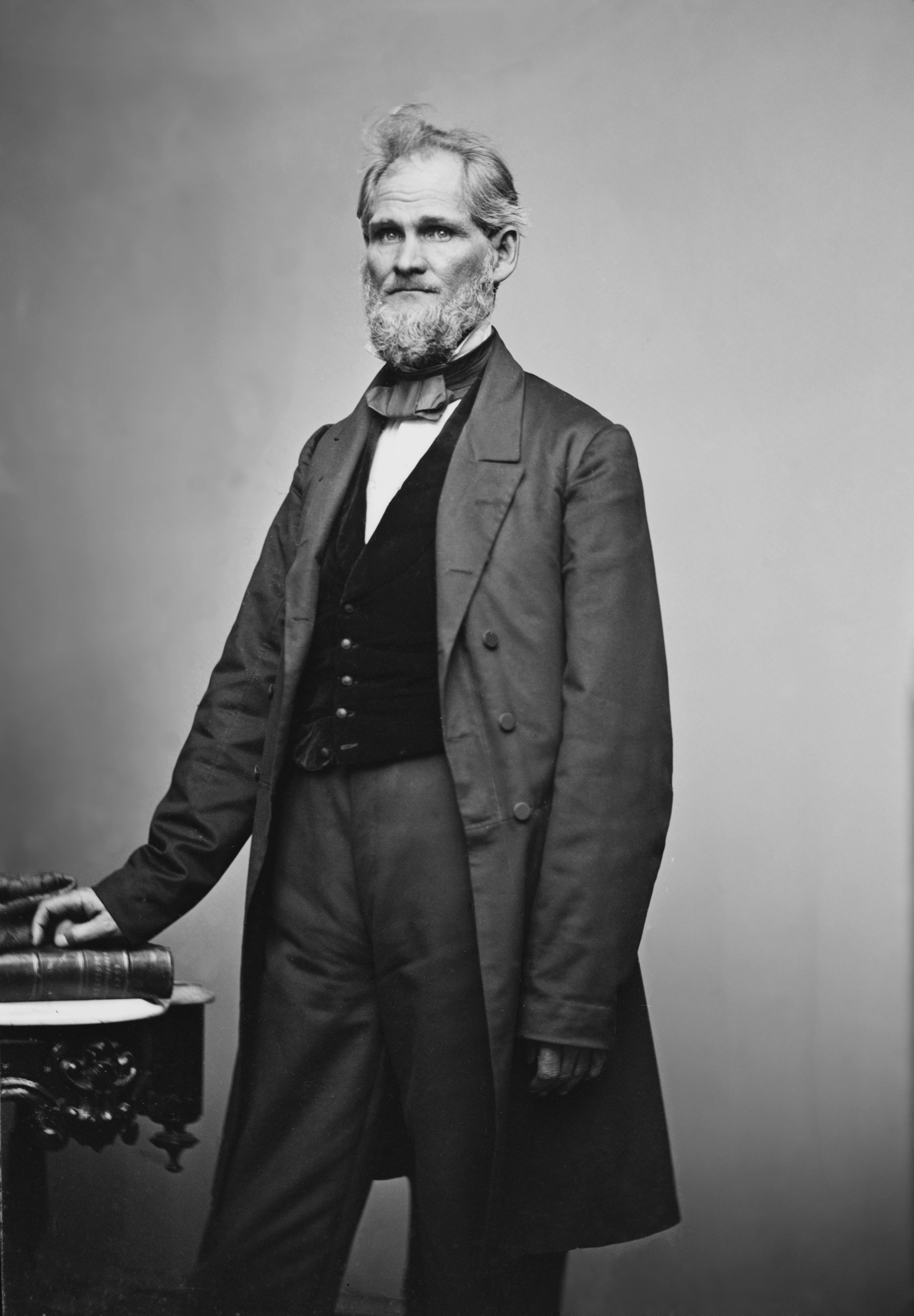
Henry S. Lane
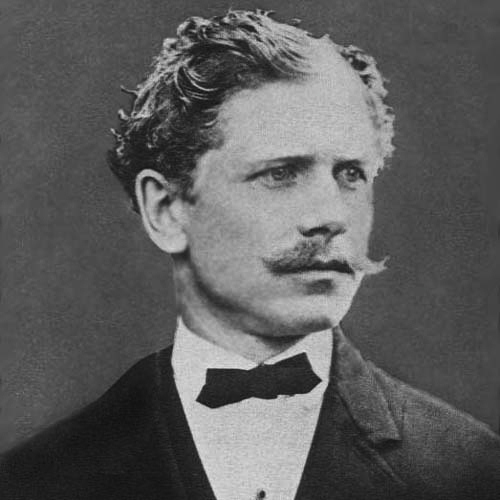
Ambrose Bierce

- Major général
Don Carlos Buell
- Major général
Ambrose Burnside
- Major général
Lewis Wallace
- Major général
Edward Canby
- Major général
Robert H. Milroy
- Major général
Joseph J. Reynolds
- Major général
Alvin P. Hovey
- Bvt.  Major général
George H. Chapman
- Bvt.  Major général
Robert S. Foster
- Bvt.  Major général
Edward M. McCook
- Bvt.  Major général
James W. McMillan
- Bvt.  Major général
John M. Brannan
- Bvt.  Major général
Robert A. Cameron
- Bvt.  Major général
John F. Miller
- Bvt.  Major général
Jefferson C. Davis
- Bvt.  Major général
Nathan Kimball
- Bvt.  Major général
Solomon Meredith
- Brigadier général
Ebenezer Dumont
- Brigadier général
William M. Dunn
- Brigadier général
James H. Lane
- Brigadier général
Mahlon D. Manson
- Brigadier général
Charles Cruft
- Brigadier général
Robert F. Catterson
- Brigadier général
Walter Q. Gresham
- Brigadier général
William Grose
- Brigadier général
Milo S. Hascall
- Brigadier général
Pleasant A. Hackleman
- Brigadier général
George F. McGinnis
- Bvt.  Brigadier général
John Coburn
- Bvt.  Brigadier général
Thomas W. Bennett
- Bvt.  Brigadier général
Benjamin Harrison
- Bvt.  Brigadier général
Frederick Knefler
- Bvt.  Brigadier général
George P. Buell
- Colonel
Daniel McCauley
- Bvt.  Colonel
Henry W. Lawton
- Lieutenant colonel
Henry S. Lane
- Premier lieutenant
Ambrose Bierce

### Entraînement et soutien
Un peu plus de 60 pour cent des régiments de l'Indiana entrent en service et sont entraînés à Indianapolis (en). D'autres camps pour les soldats de l'Union sont créés autre part dans l'État; dont fort Wayne, Gosport, Jeffersonville, Kendallville, Lafayette, Richmond, South Bend, Terre Haute, Wabash, et dans le comté de LaPorte.
Le gouverneur Morton est appelé l'« ami du soldat » en raison de ses efforts d'équipement, d'entraînement et de soin pour les soldats de l'Union sur le terrain. Le gouvernement de l'État de l'Indiana finance une large portion des coûts engendrés dans la préparation de ses régiments pour la guerre, dont leur logement, leur nourriture et leur équipement, d'avant d'être affectés aux armées de l'Union combattantes. Pour sécuriser l'armement des troupes de l'Indiana, le gouverneur nomme des agents acheteurs pour le compte de l'État. Tôt dans la guerre, Robert Dale Owen achète plus de 891 000 $ (25 353 900 $ actuels) en armes, vêtements, couvertures, et équipements équestres pour les troupes de l'Indiana ; Le gouvernement de l'État fait des achats supplémentaires en armes et ravitaillement supplémentaire pour 260 000 $ (7 398 444 $ actuels). Pour fournir des munitions, Morton crée une arsenal, propriété de l'État, à Indianapolis pour la milice de l'Indiana, la garde nationale et le dépôt de ravitaillement de secours pour l'armée de l'Union. L'arsenal de l'État fonctionne jusqu'en avril 1864, employant jusqu'à 700 personnes à son apogée ; beaucoup de ses employés sont des femmes. Un arsenal fédéral est aussi créé à Indianapolis en 1863,.
La commission sanitaire de l'Indiana, créée en 1862, et les sociétés d'aide aux soldats lèvent des fonds dans tout l'État et collectent le ravitaillement pour les troupes sur le terrain. Les Hoosiers fournissent aussi d'autres formes de soutien pour les soldats et leur famille, dont la maison des soldats et la maisons des dames et la maison des orphelins pour aider à subvenir aux besoins des soldats de l'Indiana et de leurs familles pendant qu'ils passent à Indianapolis.
Pendant la guerre, quelques femmes endossent la responsabilité supplémentaire de gérer les fermes familiales et les affaires. Les femmes Hoosiers contribuent aussi à l'effort de guerre en tant qu'infirmières et bénévoles dans des organisations charitables, le plus communément dans les sociétés d'aide féminines locales. En janvier 1863, le gouverneur Morton et la commission sanitaire de l'Indiana commencent à recruter des femmes pour travailler comme infirmières dans les hôpitaux militaires et sur les navires.
Les soldats blessés sont pris en charge dans des installations de l'Indiana dans le comté de Clark (Port Fulton (en), près de Jeffersonville et New Albany), dans le comté de Jefferson (Madison), dans le comté de Knox (Vincennes), dans le comté de Marion (Indianapolis), dans le comté de Warrick (Newburgh) et dans le comté de Vanderburgh (Evansville). L'hôpital général Jefferson (en) à Port Fulton, qui est maintenant Jeffersonville, est brièvement le troisième plus grand hôpital aux États-Unis. Entre 1864, où l'hôpital Jefferson a ouvert, et 1866, lorsqu'il ferme, l'hôpital a traité 16 120 patients.

### Camps de prisonniers
Indianapolis est le site du camp Morton, l'une des plus grandes prisons de l'Union pour les soldats confédérés capturés. Lafayette, Richmond et Terre Haute, détiennent occasionnellement des prisonniers de guerre

### Cimetières militaires
Deux cimetières militaires nationaux sont créés en Indiana à la suite de la guerre. En 1882, le gouvernement fédéral crée à New Indiana, le cimetière national de New Albany (en), l'un des quatorze cimetières nationaux créés cette année-là . En 1866, le gouvernement fédéral autorise l'implantation d'un cimetière national à Indianapolis ; le cimetière national de Crown Hill est créé sur le terrain du cimetière de Crown Hill (en), un cimetière privé au nord-ouest du centre-ville,.

## Conflits

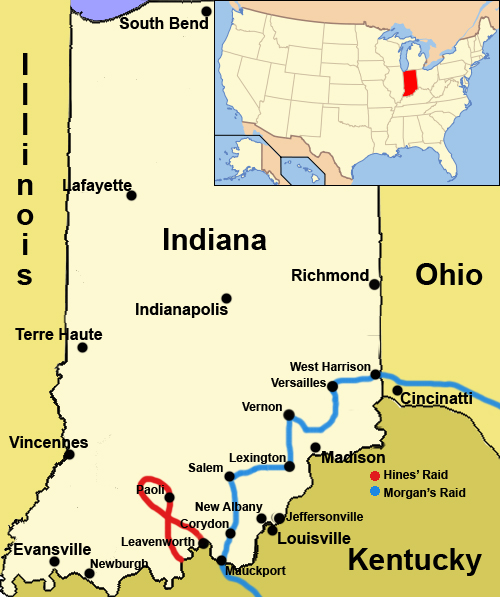
La guerre de Sécession en Indiana.

Les troupes de l'Indiana participent à 308 engagements militaires, la majorité d'entre-eux entre le fleuve Mississippi et les Appalaches. Les soldats de l'Indiana sont présents dans la plupart des champs de bataille de la guerre de Sécession, commençant avec le premier engagement impliquant des troupes Hoosiers lors de la bataille de Philippi le 3 juin 1861 jusqu'à la bataille de Palmito Ranch (Texas) le 13 mai 1865. Presque que tous les combats ont lieu en dehors des frontières de l'État. Un seul conflit significatif, comme le raid de Morgan, qui s'est déroulé sur le sol de l'Indiana pendant la guerre. Le raid, qui cause une brève panique à Indianapolis et au sud de l'Inidiana, est précédé par deux incursions mineures en Indiana.

### Raids
Le 18 juillet 1862, pendant le raid de Newburgh, l'officier confédéré Adam Johnson capture brièvement Newburgh (Indiana), en Indiana, faisant de la ville la première ville d'un État du nord à être capturée pendant la guerre de Sécession. Johnson et ses hommes réussissent après avoir persuadé la garnison de l'Union de la ville qu'ils ont des canons sur les collines environnantes (ils ont simplement camouflé des tuyaux de poêle. Le raid convainc le gouvernement fédéral du besoin d'implanter une force permanente en Indiana de soldat de l'Union réguliers pour contrer des raids futurs.
Le 17 juin 1863, en préparation d'une offensive de cavalerie planifiée par les troupes confédérées sous le commandement de John Hunt Morgan, un de ses officiers, le capitaine Thomas Hines (en) et environ 80 hommes traversent la rivière Ohio pour rechercher des chevaux et du soutien de la part des Hoosiers du sud de l'Indiana. Pendant l'incursion mineure, qui devient connue comme le Raid de Hines, les citoyens locaux et la garde civile (Home Guard) poursuivent les confédérés et réussissent la plupart d'entre eux sans un combat. Hines et quelques-uns de ses hommes s'échappent à travers la rivière dans le Kentucky,,.
Le raid de Morgan, l'incursion majeure de l'armée confédérée en Indiana, se déroule un mois après le raid de Hines. Le 8 juillet 1863, le général Morgan traverse la rivière Ohio, débarquant à Mauckport, avec 2 400 troupes. Leur arrivée est initialement contestée par un petit groupe de la légion de l'Indiana (en), qui se retire après que les hommes de Morgan commencent à tirer avec de l'artillerie à partir de la rive sud de la rivière. La milice de l'État retraite rapidement vers Corydon, où un plus corps se rassemble pour bloquer l'avance de Morgan. Les confédérés avancent rapidement sur la ville et engagent la bataille de Corydon. Après un combat bref mais acharné, Morgan prend le dessus au sud de la ville, et la milice locale de Corydon et les citoyens se rendent rapidement après de tir de deux coups de semonce de l'artillerie de Morgan. Corydon est pillée, mais les dégâts sur les bâtiments sont minimes. Morgan poursuit son raid vers le nord et incendie la plupart de la ville de Salem.
Lorsque les mouvements de Morgan apparaissent se diriger vers Indianapolis, la panique se répand dans la capitale. Le gouverneur Morton a mobilisé la milice de l'État dès que l'intention de Morgan de traverser l'État est connue, et plus de 60 000 hommes de tous âges se portent volontaires pour protéger l'Indiana contre les hommes de Morgan. Morgan s'interroge sur une attaque du camp Morton, le camp de prisonniers de guerre à Indianapolis, pour libérer plus de 5 000 prisonniers confédérés emprisonnés là, mais y renonce. Au lieu de cela, ses cavaliers tournent brusquement vers l'est et commencent à avancer vers l'Ohio. Avec la milice de l'Indiana sur leurs traces, les hommes de Morgan poursuivent leur raid et leur pillage sur le chemin vers la frontière de l'Indiana et de l'Ohio, traversant la rivière de l'Ohio le 13 juillet. Au moment où Morgan quitte l'Indiana, son raid se change en une tentative désespérée de fuite jusqu'au sud Il est capturé le 26 juillet en Ohio.

### Régiment de l'Indiana regiments

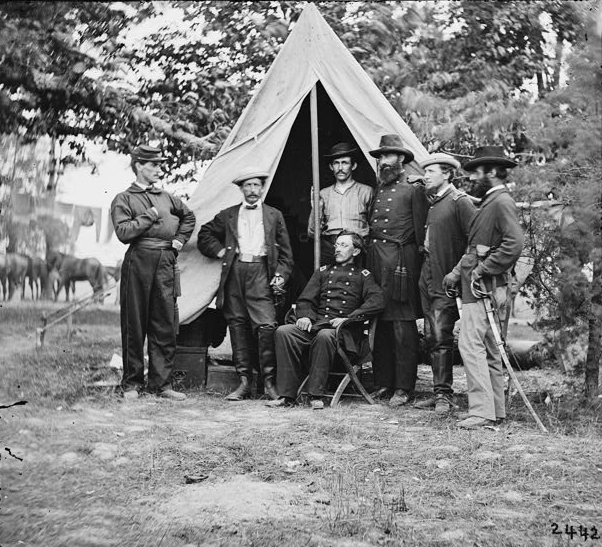
3rd Indiana Cavalry au camp

Beaucoup de régiments de l'Indiana ont servi avec distinction pendant la guerre,. Le 19th Indiana Infantry, le 20th Indiana Infantry et le 27th Indiana Infantry subissent le plus grand nombre de pertes parmi les régiments de l'État en pourcentage des totaux des engagements des régiments.
Les six premiers régiments de l'Indiana organisés pendant la guerre de Sécession sont les 6th, 7th, 8th, 9th, 10th, et 11th Indiana Infantry. Les hommes dans ces régiments se portent volontaires pour des durées de trois mois au début de la guerre, mais leur mandat bref se révèle inadéquat ; la plupart de ces soldats se ré-engagent pour trois ans de service de plus.
À la fin de 1861, quarante-sept régiments de l'Indiana sont entrés en service ; la plupart des hommes s'engagent pour des durées de trois ans. Les majorité des régiments de trois ans sont déployés sur le théâtre occidental. En 1862, quarante et un autres régiments de l'Indiana entrent en service ; environ la moitié sont envoyés sur le théâtre oriental et l'autre moitié reste à l'ouest. Pendant 1863, six régiments supplémentaires entrent en service pour remplacer les pertes des deux premières années de combat, et le 8 juillet 1863, et treize régiments temporaires supplémentaire sont créés pendant le raid de Morgan dans le sud de l'Indiana. Les hommes de ces régiments temporaires s'engagent pour une durée de trois mois, mais les régiments sont dissous une fois que la menace constituée par les troupes de Morgan a disparu. En 1864, vingt-et-un régiments de l'Indiana entrent en service. Alors que les combats diminuent, la plupart des régiments de l'Indiana sont libérés du service à la fin de l'année 1864, mais certains continuent de servir. Pendant 1865, quatorze régiments supplémentaires entrent en service. Le 10 novembre 1865, le 13th Indiana Cavalry devient le dernier régiment de l'État à être libéré sur service de l'armée des États-Unis.

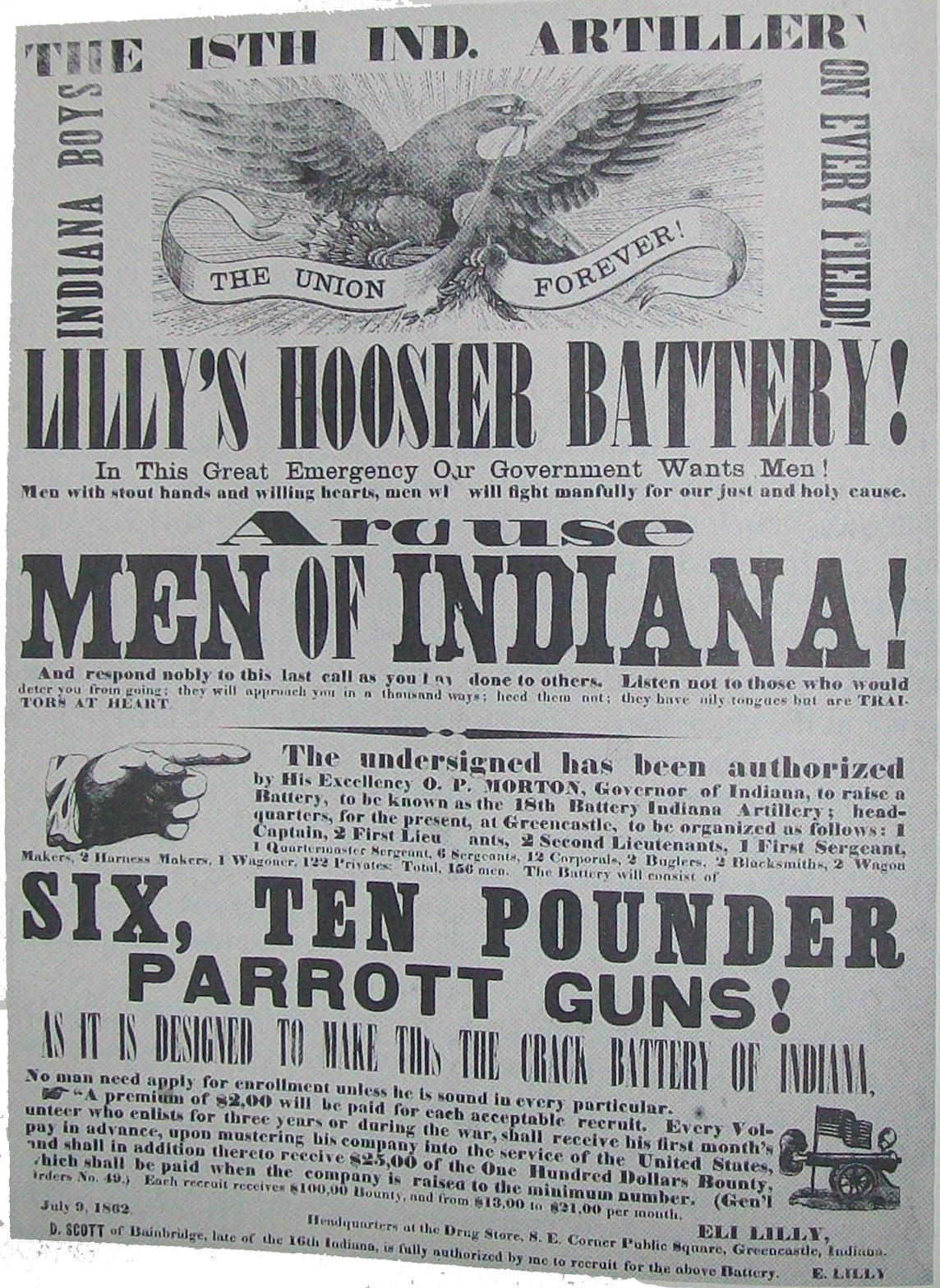
Affiche de recrutement utilisée par Eli Lilly.

Le 11th Indiana Infantry, aussi connu comme les zouaves de l'Indiana, sous le commandement de Lew Wallace, est le premier régiment organisé dans l'Indiana pendant la guerre de Sécession et le premier à marcher dans une bataille. Le 11th Indiana combat lors de la bataille de Fort Donelson, le siège de Vicksburg, le deuxième jour de la bataille de Shiloh, et autre part. En 1861, le 9th Indiana Infantry devient l'un des premiers régiments Hoosiers à combattre lors de la guerre. Le 9th Indiana combat dans beaucoup de batailles principales, dont la bataille de Shiloh, la bataille de Stones River, la campagne d'Atlanta, et la bataille de Nashville parmi d'autres.
Le 14th Indiana Infantry (en) est surnommé la « Brigade Gibraltar » pour avoir maintenu sa position lors de la bataille d'Antetiam. Il sécurise Cemetery Hill la première des trois journées de combat de la bataille de Gettysburg, où il perd 123 de ses hommes. le 19th Indiana Infantry, appartenant à la brigade de fer, fait des contributions cruciales dans quelques-uns des engagements les plus importants de la guerre, dont la seconde bataille de Bull Run, mais est pratiquement détruit complètement lors de la bataille de Gettysburg, où il subit 210 victimes,. Le 19th Indiana subit les plus lourdes pertes que tout autre unité de l'Indiana ; 15,9 % de ses hommes sont tués ou mortellement blessés pendant la guerre,. Le 27th Indiana Infantry (en) gagne le surnom des « géants dans le champ de maïs » lors de la bataille d'Antietam. Le régiment combat aussi lors de la bataille de Chancellorsville, la bataille de Gettysburg, et lors de la campagne d'Atlanta. Les pertes du 27th Indiana sont de 15,3 % de ses effectifs enrôlés, presque autant que le 19th Indiana.
La plupart des unités régimentaires de l'Indiana sont organisées dans les villes ou les comtés, mais les unités ethniques sont aussi formées, dont le 32nd Indiana Infantry (en), un régiment de germano-américains, et le 35th Indiana Infantry (en), composé d'irlando-américains. Le 28th U.S. Colored Troops (en), formé à Indianapolis entre le 24 décembre 1863 et le 31 mars 1864, est le seul régiment noir formé en Indiana pendant la guerre. Il s'entraîne au camp Fremont d'Indianapolis, près de Fountain Square (en), et comprend 518 hommes du rang qui signent pour servir pendant trois ans. Le régiment perd 212 hommes pendant le conflit. Le 28th participe au siège de Petersburg et à la bataille du Cratère, où vingt-deux de ses hommes sont tués. À la fin de la guerre, le régiment sert au Texas, où il est libéré du service le 8 novembre 1865. La dernière victime de la guerre de Sécession est un Hoosier servant dans le 34th Indiana Infantry (en). Le soldat John J.Williams meurt à la bataille de Palmito Ranch le 13 mai 1865.

## Politiques
Les Hoosiers votent en faveur des républicains en 1860, et en janvier 1861, le nouvellement élu lieutenant gouverneur de l'Indiana, Oliver P. Morton, devient gouverneur après la démission de Henry Smith Lane (en) de son poste pour prendre un siège vacant au sénat des États-Unis. Les Hoosiers aident aussi Abraham Lincoln à remporter la présidence lors des élections de 1860 et votent en faveur de sa réélection en 1864. Bien que Lincoln gagne avec seulement 40 % des votes populaire du pays lors de l'élection présidentielle américaine de 1860, il remporte les 13 votes électoraux de l'Indiana avec 51,09 % des votes populaires, comparés au 42,44 % pour Stephen Douglas et les 4,52 % pour John C. Breckinridge et les 1,95 % pour John Bell. À l'élection présidentielle américaine de 1864, Lincoln remporte une fois encore l'État, cette fois avec une plus grande marge, remportant les votes électoraux de l'Indiana avec 53,6 % du vote populaire de l'État, contre 46,4 % pour George McClellan.
En tant que l'un des « gouverneurs de guerre » de Lincoln, Morton et le président maintiennent une alliance étroite tout au long de la guerre, cependant, alors que les victimes de la guerre augmentent, les Hoosiers commencent à douter de la nécessité de la guerre et beaucoup s'inquiètent de l'accroissement du pouvoir gouvernemental et de la perte de liberté individuelle qui aboutit à des conflits importants entre les républicains et les démocrates de l'État.

### Influence sudiste

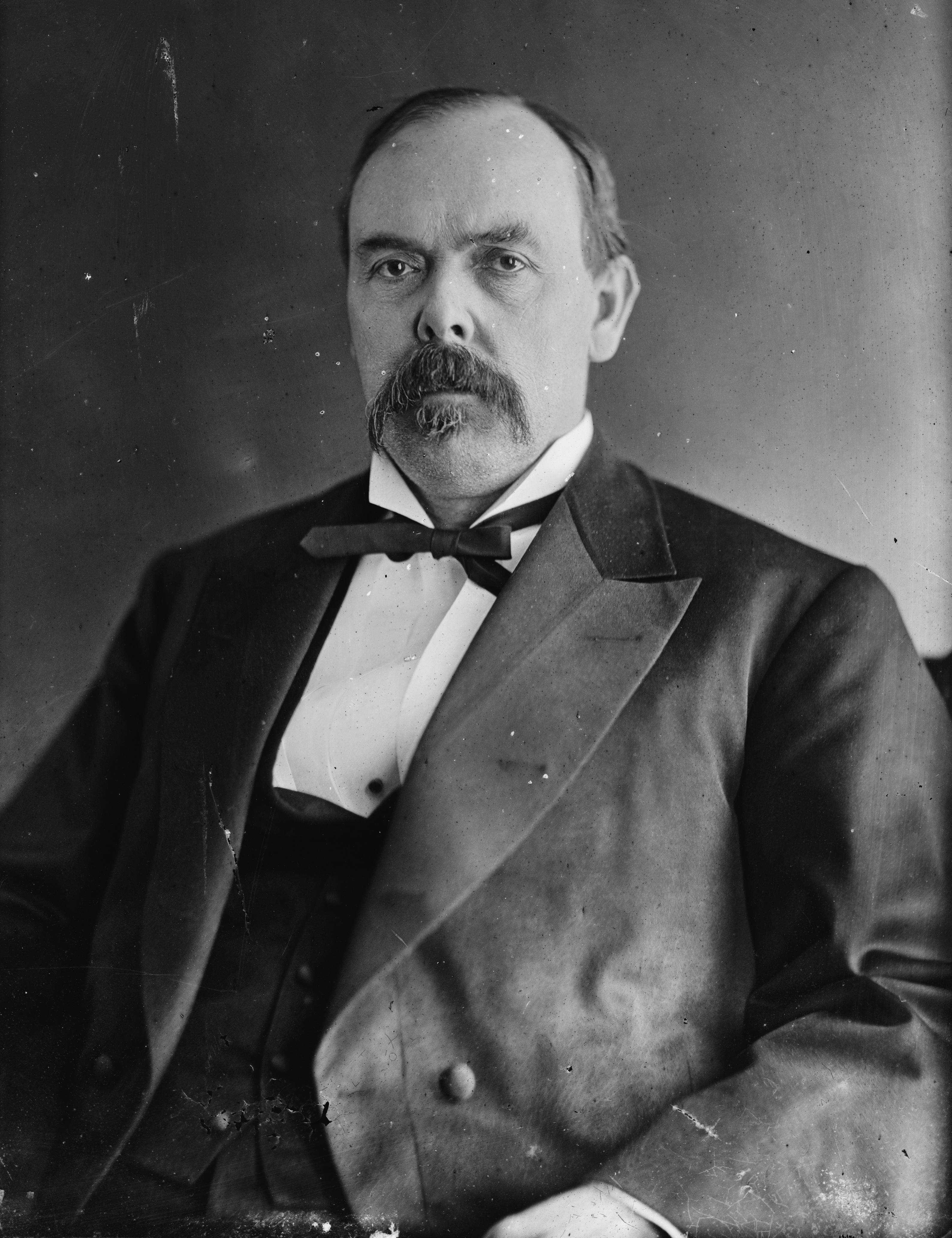
Gouverneur, membre du congrès et sénateur Oliver H.P. Morton

L'époque de la guerre de Sécession montre une expansion de l'influence du sud sur l'Indiana. La plupart du sud et du centre de l'Indiana a des liens forts avec le sud. Beaucoup des premiers colons de l'Indiana viennent de l'État confédéré de Virginie et du Kentucky. Le gouverneur Morton se plaint un jour au président Lincoln qu'« aucun autre État libre n'est autant peuplé avec des sudistes », ce qui selon Morton l'empêche d'être aussi énergique qui le souhaite,.
En raison de leur situation derrière la rivière Ohio par rapport à Louisville au Kentucky, les villes de l'Indiana de Jeffersonville, New Albany et Port Fulton (en) voient une augmentation du commerce et de l'activité militaire. Une partie de cet accroissement provient du désir du Kentucky de rester neutre pendant la guerre. De plus, le Kentucky est le berceau de beaucoup de sympathisant confédérés. Les bases militaires dans le sud de l'Indiana sont nécessaires pour soutenir les opérations de l'Union contre les confédérés au Kentucky, et il est plus sûr de stocker le ravitaillement de guerre dans les villes sur la rive nord de la rivière. Jeffersonville sert de dépôt militaire important pour les troupes de l'Union qui se dirigent vers le sud,. Vers la fin de la guerre, Port Fulton est le site du troisième plus grand hôpital des États-Unins, le hôpital général Jefferson (en).
En 1861, le gouverneur du Kentucky Beriah Magoffin refuse d'autoriser des forces pro-unionistes à se mobilier dans son État, et donne un ordre similaire pour les forces confédérées. Le gouverneur Morton, qui fournit un secours militaire de façon répétée au gouvernement pro-unioniste du Kentucky au cours de la guerre et devient connu comme le « gouverneur de l'Indiana  et du Kentucky » permettant au Kentuckians pour former des régiments de l'Union sur le sol de l'Indiana. Les troupes du Kentucky, spécialement de Louisville, comprennent le 5th Kentucky Infantry (en) et d'autres, au camp Joe Holt (en) de l'Indiana. Le camp Joe Holt (en) est créé à Clarksville, dans l'Indiana, entre Jeffersonville et New Albany.

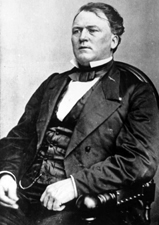
Le sénateur de l'Indiana Senator Jesse Bright, un copperhead, est expulsé du sénat des États-Unis pour déloyauté.

Jesse Bright, qui représente l'Indiana au sénat des États-Unis a été un leader parmi les démocrates de l'État pendant plusieurs années avant le déclenchement de la guerre. En janvier 1862, Bright est expulsé du sénat sur des allégations de déloyauté envers l'Union. Il a écrit une lettre d'introduction pour un marchand d'armes adressée à « Son Excellence, Jefferson Davis, président de la Confédération ». Dans la lettre, Bright offre les services du marchant comme fournisseur d'armes à feu. Le remplaçant au sénat de Bright est Joseph A. Wright (en), un démocrate pro-unioniste et ancien gouverneur de l'Indiana. En 2015, Bright était le dernier sénateur à avoir été expulsé par le sénat.

### Conflit politique
Les Hoosiers coopèrent au soutien de l'effort de guerre dès le début, mais des différences politiques surviennent rapidement au cours des « plus violentes batailles politiques » de l'histoire de l'État. Les débats majeurs, qui mènent aussi à la violence, sont liés aux problèmes de l'esclavages et de l'émancipation ; le service militaire des Afro-Américains ; et la conscription.
Le 24 avril 1861, Morton ouvre une session spéciale de l'assemblée générale de l'Indiana pour obtenir l'approbation de la législature d'emprunter et dépenser des fonds pour acheter des armes et du ravitaillement des troupes de l'Indiana. Morton incite aussi les législateurs de l'Indiana à mettre de côté les considérations partisanes pendant la durée de la guerre et de s'unir pour la défense de l'Union, mais les républicains et les démocrates ne coopèrent pas longtemps,. Initialement, la législature contrôlée par les démocrates soutient les mesures de Morton et vote les textes qu'il demande. Après l'ajournement de la législature de l'État en mai, cependant, quelques démocrates importants changent d'opinion vis-à-vis de la guerre. En janvier, 1862, les démocrates clarifient leur position à une convention de l'État présidée par Thomas Hendricks. Les démocrates de l'Indiana décident de leur soutien à l'intégrité de l'Union et à l'effort de guerre, mais s'opposent à l'émancipation des noirs et à l'abolition de l'esclavage.
Après les élections de l'automne 1862, le gouverneur Morton craint que la majorité démocrate de la législature tente d'entraver l'effort de guerre, de réduire son autorité, de voter la sécession de l'Union. Après la convocation de la session législative de 1863, tous les législateurs républicains sauf quatre restent hors d'Indianapolis pour éviter que l'assemblée générale n'atteigne le quorum nécessaire pour voter une loi, dont le financement du gouvernement de l'État ou la mise en place de provisions de taxes. Cela aboutit rapidement à une crise alors que le gouvernement de l'État commence à manquer d'argent pour mener ses affaires et est proche de la banqueroute. Allant au-delà de ses pouvoirs constitutionnels, Morton sollicite des millions de dollars par des prêts fédéraux et privés pour éviter la crise. Pour obtenir des fonds pour diriger gouvernement de l'État, Morton se tourne vers James Lanier (en), un banquier prospère de Madison, en Indiana. À deux occasions, Lanier fournit à l'État plus de un million de dollars avec des prêts sans garantie. L'action de Morton réussit, il parvient à obtenir les fonds pour le gouvernement de l'État et l'effort de guerre dans l'Indiana. La législaure ne peut que regarder ce qui se passe.
La polarité politique de l'Indiana continue de se détériorer après la proclamation d'émancipation (1863) faisant de l'affranchissement des esclaves un but de guerre. Beaucoup de démocrates anciennement pro-guerre deviennent ouvertement opposés à la guerre, le gouverneur Morton commence une répression des dissidents. Lors d'un incident notoire en mai 1863, le gouverneur fait interrompre par les soldats une convention de l'État démocrate à Indianapolis, qui aboutit à ce qui sera appelé la bataille de Pogue's Run (en),. Aucune session régulière de l'assemblée générale de l'Indiana est convoquée jusqu'en juin 1865.
Alors que la plupart de l'État est résolument pro-unioniste, un groupe de sympathisants sudistes connu comme les chevaliers du cercle d'or a une forte présence dans le nord de l'Indiana. Le groupe se révèle être une menace suffisante pour que le général Lew Wallace, commandant les forces de l'Union dans la région, passe un temps considérable à contrer leurs activités. En juin 1863, le groupe est réprimé. Beaucoup de membres du cercle d'or sont arrêtés sont charges officielles, la presse pro-confédérée et interdite d'impression d'informations anti-guerre, et l'ordonnance de l'habeas corpus est refusée à quiconque est suspecté de déloyauté. En réaction aux actions du gouverneur Morton à l'encontre des dissidents, le parti démocrate de l'Indiana l'appelle le « dictateur » et le « truand sournois » ; Les républicains répliquent en déclarant que les démocrates usent de tactiques perfides et obstructionniste dans la conduite de la guerre.
L'agent spécial confédéré Thomas Hines (en) vient à French Lick en juin 1863, pour rechercher un soutien à un éventuel raid dans l'Indiana du général confédéré John Hunt Morgan. Hines rencontre le major général William A. Bowles (en) des fils de la Liberté pour savoir si Bowles peut offrir un quelconque soutien au raid imminent de Morgan. Bowles déclare qu'il peut lever une force de 10 000, mais avant que l'affaire ne soit conclue, Hines est informé de l'approche d'une force de l'Union et fuit hors de l'État. En conséquence, Bowles ne fournit aucun soutien au raid de Morgan, ce qui incite Morgan à traiter durement quiconque en Indiana qui dit avoir des sympathies pour la Confédération
Le soutien à grande échelle pour la Confédération parmi les membres du cercle d'or et des Hoosiers sudistes en général décline après la mise à sac par les hommes de Morgan de beaucoup de maisons arborant des drapeaux du cercle d'or, malgré leur proclamation de soutien aux confédérés. Le colonel confédéré Basil W. Duke se rappelle après l'incident, « les copperheads et les vallandighammers se sont battus plus durement que les autres » contre les hommes de Morgan. Lorsque les Hoosiers ne parviennent plus à soutenir les hommes de Morgan en nombre suffisant, le gouverneur Morton ralentit sa répression contre les sympathisants confédérés, émettant l'hypothèse qu'en raison de leur échec à soutenir Morgan en grand nombre, ils échoueront de la même manière à aider une plus grande invasion.
Bien que les raids dans l'Indiana ne soient pas fréquents, le trafic de biens vers le territoire confédéré est commun, spécialement lors des premiers jours de la guerre lorsque l'armée de l'Union n'a pas encore repoussé les lignes du front loin derrière le fleuve Ohio. New Albany et Jeffersonville sont des points d'entrée pour beaucoup de biens du nord pour le trafic vers la Confédération. Le Cincinnati Daily Gazette met la pression sur les deux villes pour stopper le commerce avec le Sud, spécialement avec Louisville, parce que la neutralité proclamée du Kentucky est perçue comme de la sympathie pour le Sud. Une compagnie de bateau à vapeur frauduleuse est créée pour exercer sur le fleuve Ohio entre Madison en Indiana et Louisville ; son bateau, le Masonic Gem, fait des trajets vers les ports confédérés.

### Sympathisant sudistes
Bien que l'on pense qu'ils ne sont pas particulièrement nombreux, le chiffre exact d'Hoosiers pour servir dans les armées confédérées n'est pas connu. C'est parce que la plupart sont partis au Kentucky pour rejoindre les régiments confédérés formés dans l'État. Au moins, un Hoosier, le sergent Henry L. Stone de Greencastle a chevauché au côté de John Hunt Morgon lors de son raid dans l'Indiana[citation nécessaire]. L'ancien officier de l'U.S. Army, Francis A. Shoup, qui a commandé brièvement une unité de zouave de la milice d'Indianapolis, part pour la Floride avant la guerre, et finit par devenir un brigadier général confédéré,,.

### Majorité législative républicaine
Après les élections de 1864, la majorité législative républicaine de l'État arrive à un moment critique, alors que le Nord resserre lentement son blocus sur le Sud. La nouvelle législature contrôlée par les républicaine soutient pleinement les politiques de Morton et travaille à tenir les engagements de l'État à l'effort de guerre. En 1865, l'assemblée générale de l'Indiana valide les emprunts que Morton a obtenus pour faire tourner le gouvernement de l'État, les assume en tant que dette d'État, et fait des éloges à Morton pour ses actions pendant l'intérim.

## Conséquences
Les nouvelles de la reddition du général confédéré Robert E. Lee à Appomattox Courthouse, en Virignie, atteignent Indianapolis à 23 heures le 9 avril 1865, causant des célébrations publiques immédiates et enthousiastes que le Indianapolis Journal (en) caractérise de démentielles
Une semaine plus tard, l'excitation de la communauté est empreinte de tristesse à l'annonce de l'assassinat d'Abraham Lincoln survenu le 15 avril. Le train funéraire de Lincoln passe au travers de la capitale le 30 avril, et 100 000 personnes assistent à la mise en bière dans le capitole de l'État de l'Indiana.

### Économie
La guerre de Sécession modifie profondément l'économie de l'Indiana. Malgré les adversités durant la guerre, la situation économique de l'Indiana s'améliore. Les fermiers obtiennent des prix plus élevés pour leurs produits agricoles, les affaires ferroviaires et commerciales prospèrent dans les villes et cités de l'État, et la pénurie de main-d’œuvre donne plus de pouvoir de négociation aux ouvriers. La guerre aide aussi à mettre en place un système bancaire nationale pour remplacer les institutions bancaires approuvées par l'État ; en 1862, il y avait trente-et-une banques nationales dans l'État. La prospérité en temps de guerre est particulièrement évidente à Indianapolis, dont la population a plus que doublé pendant la guerre, atteignant 45 000 à la fin de 1864.
La production de temps de guerre augment et la croissance industrielle dans les cités et les villes Hoosières mènent à une nouvelle ère de prospérité économique. À la fin de la guerre, l'Indiana est devenu moins rural qu'il ne l'était avant. Dans l'ensemble, la guerre fait croître de manière exponentielle de l'industrie de l'Indiana, bien que les comtés du sud de l'Indiana aient une croissance après guerre plus lente que les autres comtés. La population de l'État se déplace vers le centre et le Nord de l'Indiana, alors que les nouvelles industries et villes commencent à se développer autour des Grands Lacs et des dépôts de chemin fer créés pendant la guerre. En 1876, le colonel Eli Lilly ouvre un nouveau laboratoire pharmaceutique à Indianapolis, créant ce qui deviendra plus tard la Eli Lilly and Company. Indianapolis est aussi la résidence en temps de guerre de Richard Gatling, inventeur de la mitrailleuse Gatling, l'une les premières mitrailleuses du monde. Bien que son invention ait été utilisée pendant quelques-unes des campagnes de la guerre de Sécession, elle n'est pas complètement adoptée par l'U.S. Army avant 1866. Charles Conn, un autre vétéran de la guerre, fonde la C. G. Conn Ltd. à Elkhart, où la fabrication d'instruments de musique devient une nouvelle industrie de la ville[citation nécessaire].
Le développement d'après-guerre est différent dans le sud de l'Indiana. Le commerce de l'État le long de la rivière Ohio se réduit pendant la guerre, spécialement après la fermeture du Mississippi au commerce avec le sud et accroît la compétition avec le réseau ferroviaire de l'État. Quelques villes fluviales de l'Indiana, telle qu'Evansville, s'y retrouve en fournissant le transport aux troupes au travers de la rivière Ohio, mais pas les autres. Avant la guerre, New Albany est la plus grande ville de l'État, principalement en raison de son commerce avec le sud, mais son commerce à baisser pendant la guerre. Après la guerre la plupart de l'Indiana perçoit New Albany comme trop amical avec le sud. L'industrie de construction de bateaux à vapeur anciennement robustes de New Albany se termine en 1870 ; le dernier bateau à vapeur construit à New Albany est baptisé le Robert E. Lee (en). New Albany ne retrouve jamais sa stature d'avant-guerre ; sa population diminue à 40 000, et seul le district de Mansion Row (en) reste de cette période.

### Politique
Quand la guerre se termine, les démocrates de l'État sont battus en raison de leur traitement en temps de guerre par les républicains, mais ils font un retour rapide. L'Indiana devient le premier État à élire un gouverneur démocrate après guerre, Thomas Hendricks. Son accession au bureau de gouverneur entame une période de contrôle de l'État par les démocrate qui inverse les gains politiques réalisés par le parti républicain pendant la guerre.
Les sénateurs des États-Unis de l'Indiana sont de fervents supporters des plans de reconstruction radicale proposés par le congrès. Les sénateurs Oliver Morton, qui a été élu au sénat après avoir servi en tant que gouverneur de l'Indiana, et Schuyler Colfax votent en faveur de l'impeachment du président Andrew Johnson. Morton est particulièrement déçu de l'échec du congrès à l'obtenir.
Quand le sud revient sous un contrôle solide des démocrates à la fin des années 1870, l'Indiana, qui a été proche de se couper en deux entre les deux partis, est l'un des quelques swing states clés qui décident souvent de la balance du pouvoir au congrès et la présidence. Cinq politiciens Hoosiers sont candidats à la vice-présidence sur des tickets de partis majeurs entre 1868 et 1916, alors que les partis politiques de la nation concourent pour le soutien de l'électorat de l'État. En 1888, au sommet de l'influence politique d'après-guerre de l'État, l'ancien général de la guerre de Sécession Benjamin Harrison est élu président, et sert à ce poste de 1889 à 1893.

### Social

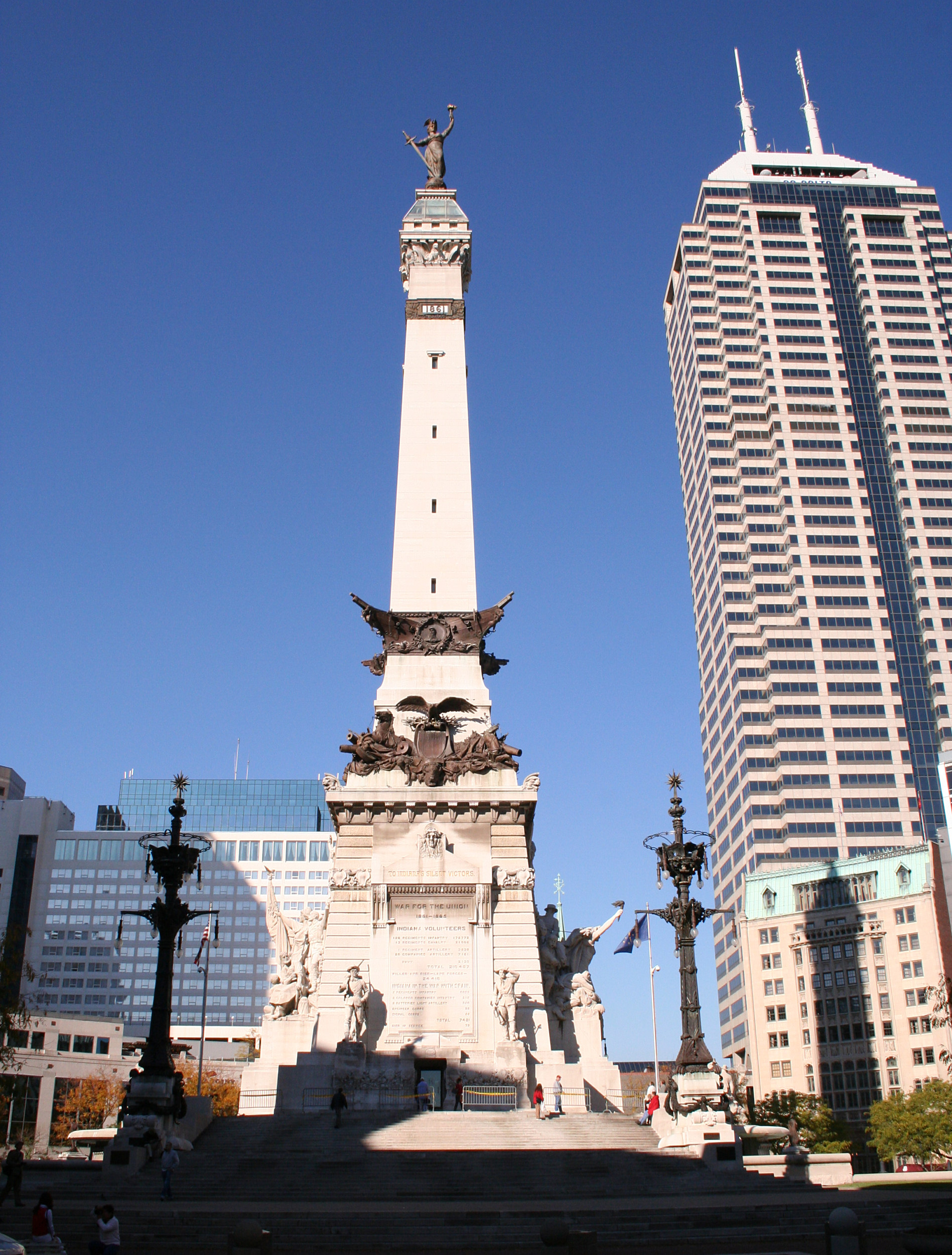
Le Circle à Indianapolis a été construit en l'honneur des morts de la guerre.

Plus de la moitié des ménages de l'État, basés sur une taille de famille moyenne de quatre personnes, ont contribué avec un membre de la famille envoyé à la guerre, ce qui a fait ressentir les effets du conflit dans tout l'État. Le nombre de morts Hoosiers lors de la guerre de Sécession est supérieur à ceux de tout autre conflit. Bien que deux fois plus d'Hoosiers ont servi lors de la seconde guerre mondiale, bien qu'il y ait eu deux fois plus de morts lors de la guerre de Sécession. Après la guerre, les programmes pour les vétérans sont lancés pour aider les soldats blessé dans leurs besoins de logement, de nourriture et d'autres besoins de base. De plus, des orphelinats et des asiles sont créés pour assister les femmes et les enfants.
Après la guerre, quelques femmes qui ont été spécialement actives pour soutenir la guerre sur le front intérieur, font évoluer leurs compétences en organisation vers d'autres problèmes, principalement la prohibition et le suffrage des femmes. En 1874, par exemple, Zerelda Wallace, la femme de l'ancien gouverneur de l'Indiana David Wallace (en) et la belle-mère du général Lew Wallace devient une fondatrice du chapitre de l'Indiana de l'union chrétienne des femmes pour la tempérance et sert en tant que sa première présidente,.

### Mémoriaux
De nombreux mémoriaux sont érigés en l'honneur des vétérans de l'Indiana de la guerre de Sécession. Parmi les plus grands en Indiana, il y a le monument aux soldats et aux marins au centre-ville d'Indianapolis. Après deux décennies de discussion, la construction du monument commence en 1888 ; il est finalement echevé en 1901.